# Османська імперія
Осма́нська імпе́рія (осман. دولت عالیه عثمانیه, тур. Devlet-i Âliyye-i Osmâniyye) — ісламська монархічна держава турецької династії Османів. Існувала у 1299—1922 роках. Заснована султаном Османом І на території півострова Мала Азія. У ранньому новому часі була наддержавою в Європі та Середземномор'ї. Знищила Візантійську імперію, захопивши її столицю Константинополь (1453). У часи найбільшого розквіту в XVI — XVII століттях займала Анатолію, Близький Схід, Північну Африку, Балканський півострів і прилеглі до нього з півночі землі Європи. Мала численних васалів — Волощину, Молдову, Трансильванію, республіку Рагуза, Кримське ханство, Мекку, Імеретінське царство та інших. Очолювали її султани, що також носили титули падишаха, халіфа й імператора Риму. Керувалася централізованим урядом (Порта) та багатонаціональною бюрократією на місцях. Столиця була у містах Сьогют (1299—1331), Ізнік (1331—1335), Бурса (1335—1363), Едірне (1363—1453) та Стамбул (1453—1922). Панівною релігією був сунітський іслам, представників інших релігій обкладали податком. Основною мовою панівної верстви була османська турецька. Серед багатонаціонального населення найчисленнішими етносами були турки, греки, вірмени і араби. У XVI—XVII століттях мала одну з найкращих армій світу, каркас якої становили артилерія та яничарська піхота. Вела перманентні війни із Персією, Священною Римською Імперією, Угорським королівством, Венеційською республікою, Папською державою, Мальтійським орденом, Польщею та Російською імперією. На вершині своєї могутності, під час правління Сулеймана I (1520—1566), простягалася від Відня до Перської затоки, від Криму до Марокко. Вступила в епоху занепаду після поразки у Великій турецькій війні (1683—1699). Сильно ослабла внаслідок корупції чиновництва, яничарських бунтів, поразок у російсько-османських війнах XVIII — XIX століть та націоналістичної політики молодотурків. Розпалася після Першої світової війни 1914—1918 років. 1922 року скасовано монархію, а 1924 року — халіфат. Розпад держави закріпив Лозаннський договір 1923 року, внаслідок якого постала Турецька республіка, наступниця імперії. Колишні володіння Османів стали незалежними державами або володіннями Великої Британії, Франції та Росії.

## Назва
- Блискуча Османська Держава — офіційна назва; походить від назви правлячої династії, турецького дому Османів.
- Блискуча держава  — скорочена офіційна назва.
- Вічна держава
- Османська держава (тур. Osmanlı Devleti, осман. عثمانلى دولتى) — скорочена офіційна назва.
- Османська імперія (тур. Osmanlı İmparatorluğu, фр. Empire ottoman) — від назви правлячої династії Османів, а також титулів падишаха (імператора) й імператор Риму, які носили правителі династії.
- Оттоманська імперія — від англійського Ottoman (Оттоман), спотвореної назви турецького «Осман».
- Османське бейство (тур. Osmanlı Beyliği) — від назви бейства Османа, на основі якого виникла імперія; вживається лише для окреслення імперії до 1453 року.
- Порта — від назви Порти, урядової канцелярії держави. Також — Блискуча Порта, Османська Порта тощо.
- Турецька імперія (лат. Imperium Turcicum) — латинська назва від імені панівного народу імперії, турків.
- Туреччина (лат. Turchia) — неофіційна скорочена латинська назва. Використовувалася у більшості тогочасних європейських мов.

## Географія
Займала терени таких сучасних країн:
- Австрія, Азербайджан, Албанія, Алжир, Бахрейн, Болгарія, Боснія і Герцоговина, Вірменія, Греція, Грузія, Еритрея, Єгипет, Ємен, Йорданія, Ізраїль, Ірак, Іран, Катар, Кіпр, Косово, Кувейт, Ліван, Лівія, Північна Македонія, Молдова, Об'єднані Арабські Емірати, Оман, Палестина, Росія, Румунія, Саудівська Аравія, Сербія, Сирія, Словаччина, Сомалі, Судан, Туніс, Туреччина, Угорщина, Україна (Ханська Україна, Поділля, Єдисан, Буджак, Південний Крим), Хорватія, Чорногорія.

Країни і землі, що увійшли до імперії:
- Анатолійські бейства (Мала Азія), Болгарське царство (Болгарія, Румунія), Боснійське королівство (Боснія і Герцоговина, Сербія), Візантійська імперія (Мала Азія, Греція), Зетське князівство (Чорногорія, Сербія), Епірський деспотат (Греція), Морейський деспотат (Греція), Трапезундська імперія (Мала Азія), Сербське царство (Сербія, Косово, Македонія), Угорське королівство (Угорщина, Румунія), Хорватське королівство (Хорватія), Мамелюцький султанат (Єгипет, Лівія, Палестина, Ізраїль, Ліван, Сирія), Хафсідський султанат (Туніс), Заянідський султанат (Алжир), венеційський Кіпр.

Країни і землі, на які розпалася імперія:
- Турецька Республіка, Грецька Республіка, Російський Кавказ, Французький Алжир, Французький Туніс, Австро-угорська Боснія і Герцеговина, Сербське князівство, Албанське князівство, Румунське королівство, Болгарське князівство, Британсько-французька Палестина, Сирія і Ліван (OETA), Британський Ірак, Хіджазьке королівство, Британський Кіпр, Італійська Північна Африка, Єгипетський султанат.

## Історія

### Постання (1299—1453)

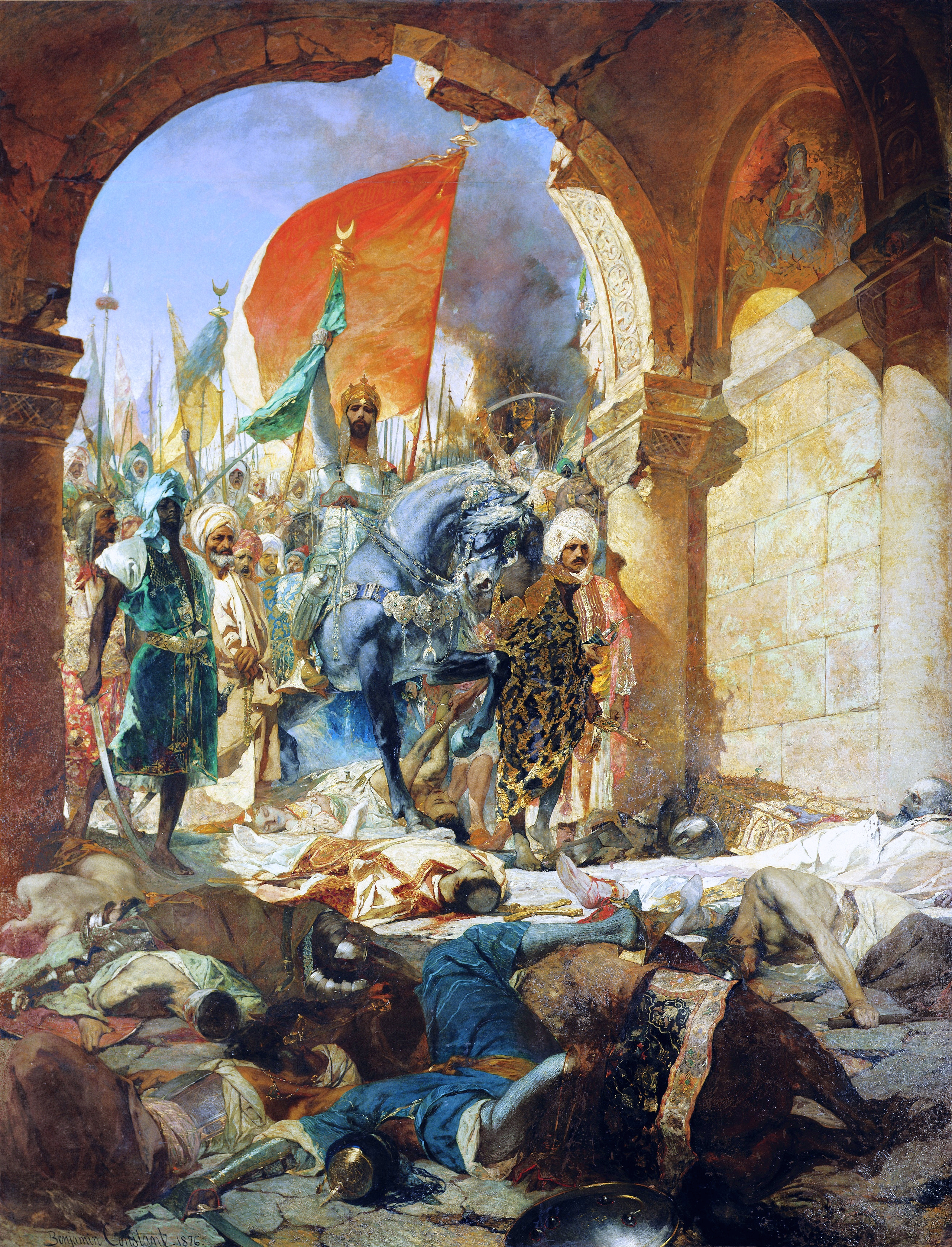
Вступ Мехмеда II до Константинополя.

Осман І (1258—1324), засновник Османської імперії, прибув до Анатолії з Мерва (Туркменістан) із 400 вершниками для допомоги румелійським туркам-сельджукам у боротьбі з Візантією. Після занепаду Румелійського султанату в XIV столітті Анатолія опинилася розділеною на самостійні тюркські бейства, одне з яких очолив Осман І. Його бейство отримало назву Османського від його імені, а піддані стали називатися османами. В ході завоювань Осман І, що прийняв титул султана, розширив межі своїх володінь до кордону з Візантією.
Після смерті засновника, османи збагатилися землями у Східному Середземномор'ї та Балканах. 1324 року син Османа І, султан Орхан, захопив Бурсу, візантійський форпост у північно-західній Анатолії, й переніс туди столицю своєї держави. 1387 року османи здобули візантійські Фессалоніки. Перемога Османів у битві на Косовому полі 1389 року поклала край сербській гегемонії на Балканах й відкрила шлях османській експансії в Європу. Організовані західноєвропейськими країнами хрестові походи проти османів намагалися спинити їх натиск, але були розгромлені у битвах при Нікополі 1396 року і при Варні в 1444 році.
Внаслідок виходу Османів на Балкани першочерговою задачею стало завоювання візантійської столиці — Константинополя. Османи поставили під свій контроль майже всі землі довкола неї, але були змушені відкласти штурм через напад Тімура на східну Анатолію. 1402 року тімурські війська розбили Османів у битві при Анкарі й полонили султана Баязіда І. Це спричинило смуту в Османській державі 1402—1413 років, в ході якої султанські сини вели війну за батькову спадщину. Міжусобиці завершилася перемогою Мехмеда І, який став новим султаном й повернув собі Анатолію.
У 1430—1440 роках султан Мурад II відновив османську владу над балканськими територіями (Фессалоніками, Македонією і Косовом), що відкололися під час смути. 1444 року він розбив угорсько-польсько-волоські війська хрестоносців в битві під Варною, що намагалися здобути місто. 1448 року султан знову завдав поразки угорсько-волоським силам в другій битві при Косові.

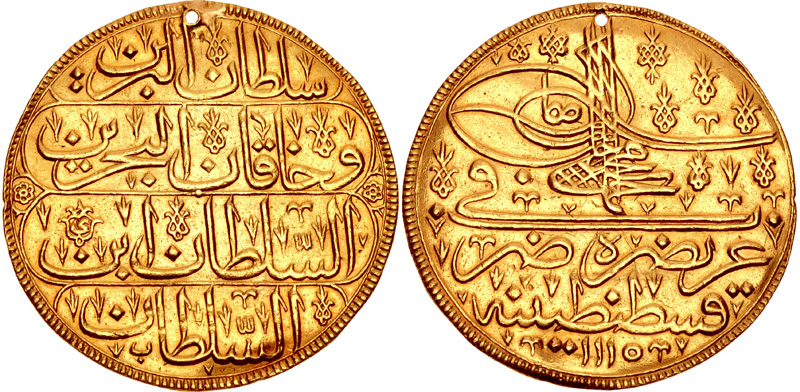
Монета, карбована за Ахмеда III (1703 рік) з написом Kostantiniyye

Син Мурада II, Мехмед II Завойовник, зреформував Османську державу і військо. 29 травня 1453 року він захопив візантійський Константинополь. Попри поширену думку, він не перейменовував місто і назва «Константинополь» (Kostantiniyye, осман. قسطنطينيه) продовжувала використовуватися аж до розпаду імперії.
Після завоювання Султан прийняв титул падишаха та імператора Риму. Він дарував Константинопольському патріархату право самоврядування в обмін на визнання османської влади. Візантійські еліти та населення, що не мігрувало, прийняло мусульманське панування, вважаючи його кращим за венеційське. Останнім центром спротиву Османам на Балканах лишалася Албанія, що заважала османам вторгнутися в Італію. 1478 року васалом імперії стало Кримське ханство, активний учасник усіх подальших османських завоювань в Європі.

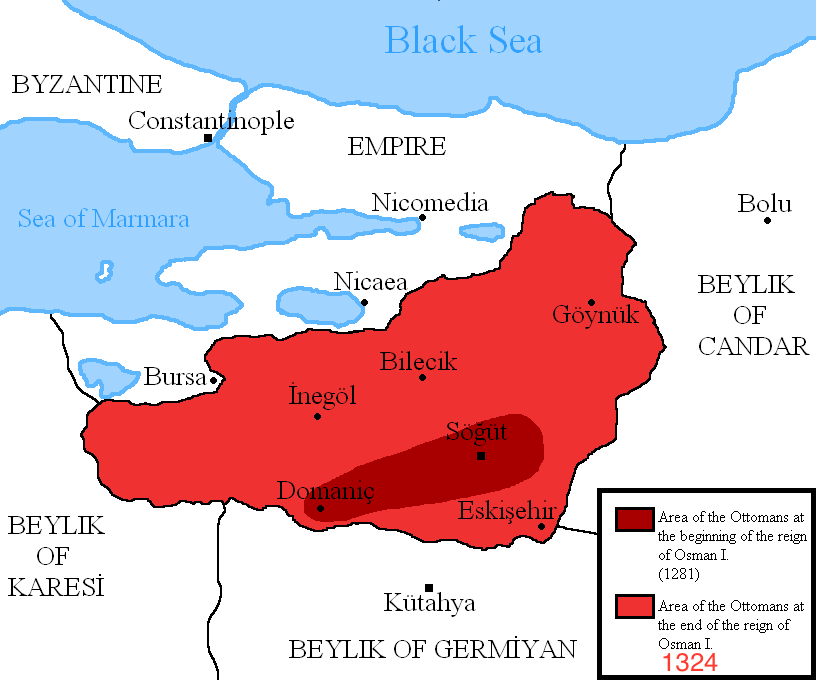
Османська держава за Османа І
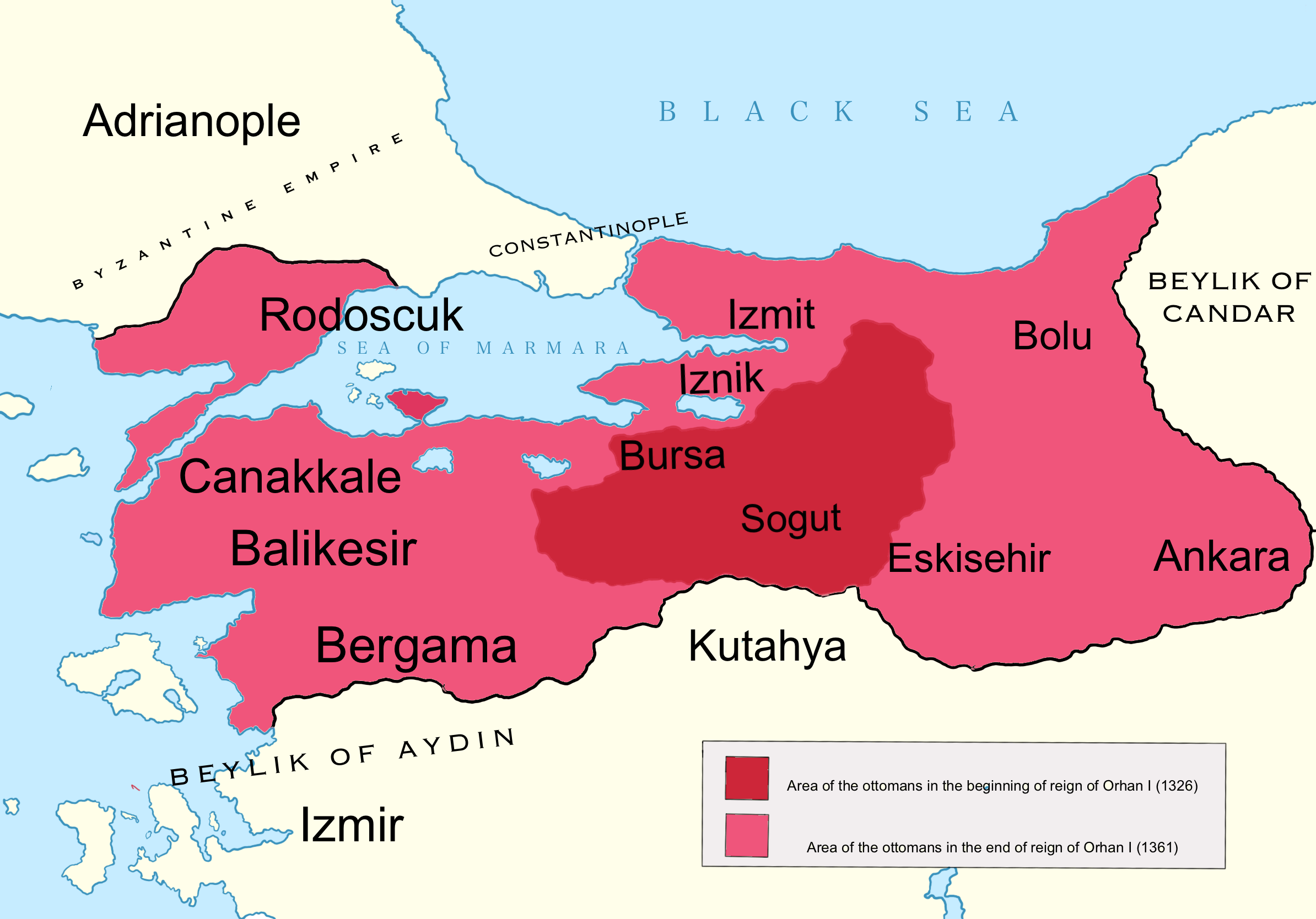
Османська держава за Орхана І
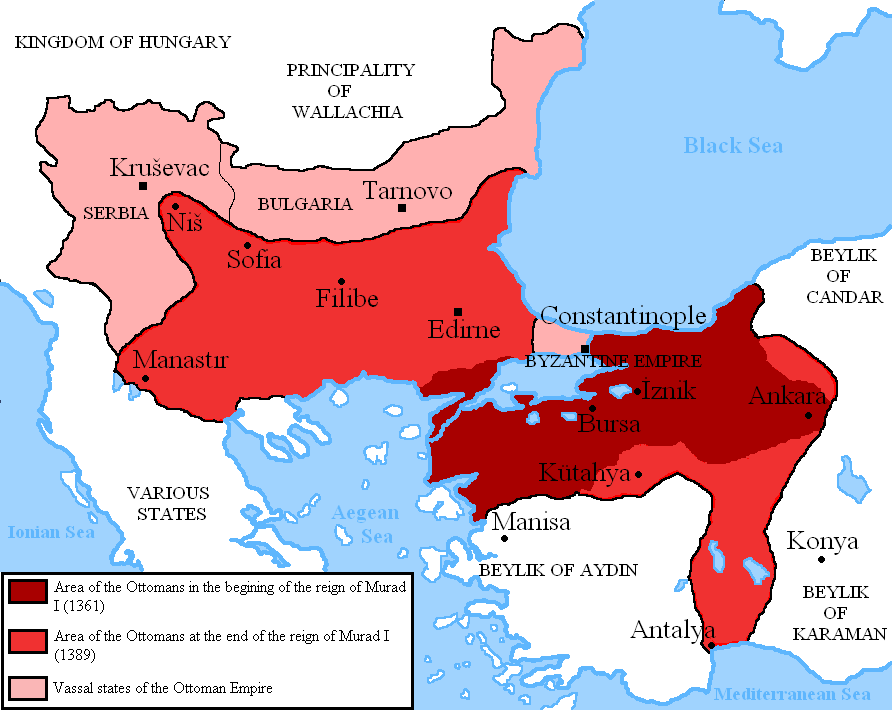
Османська держава за Мурада І
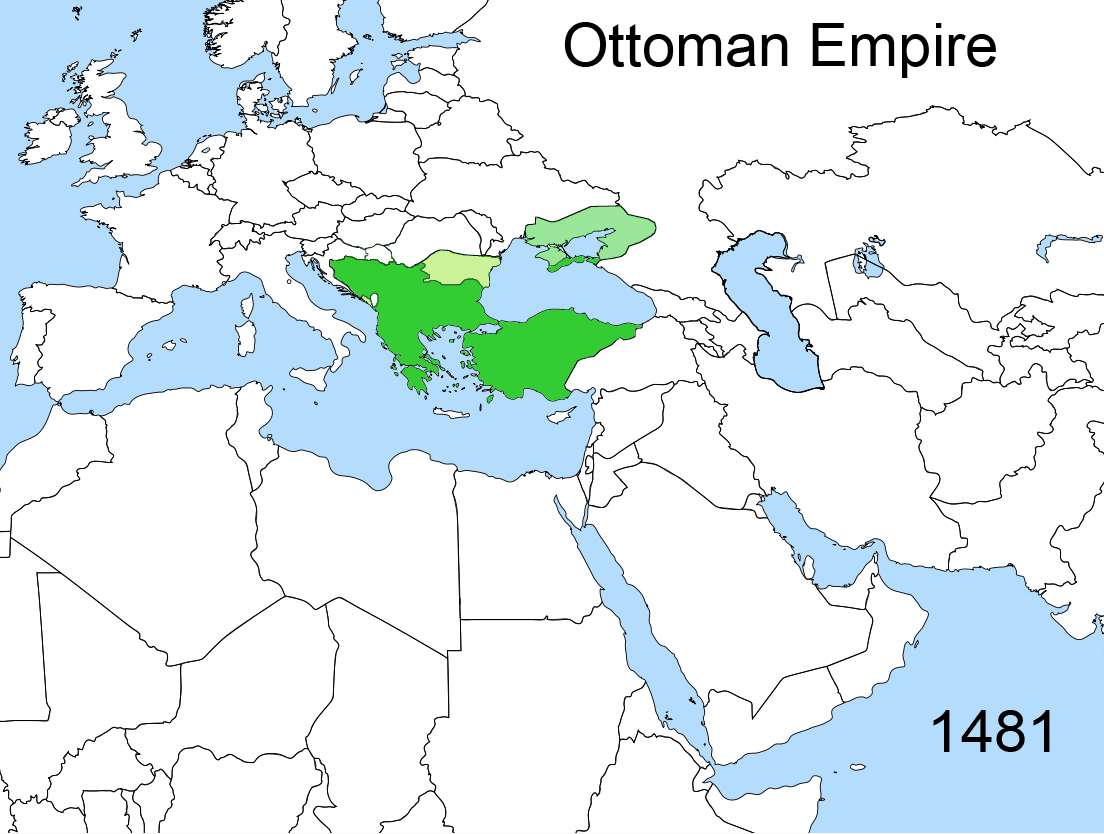
Османська держава за Мехмеда II

### Експансія (1453—1566)

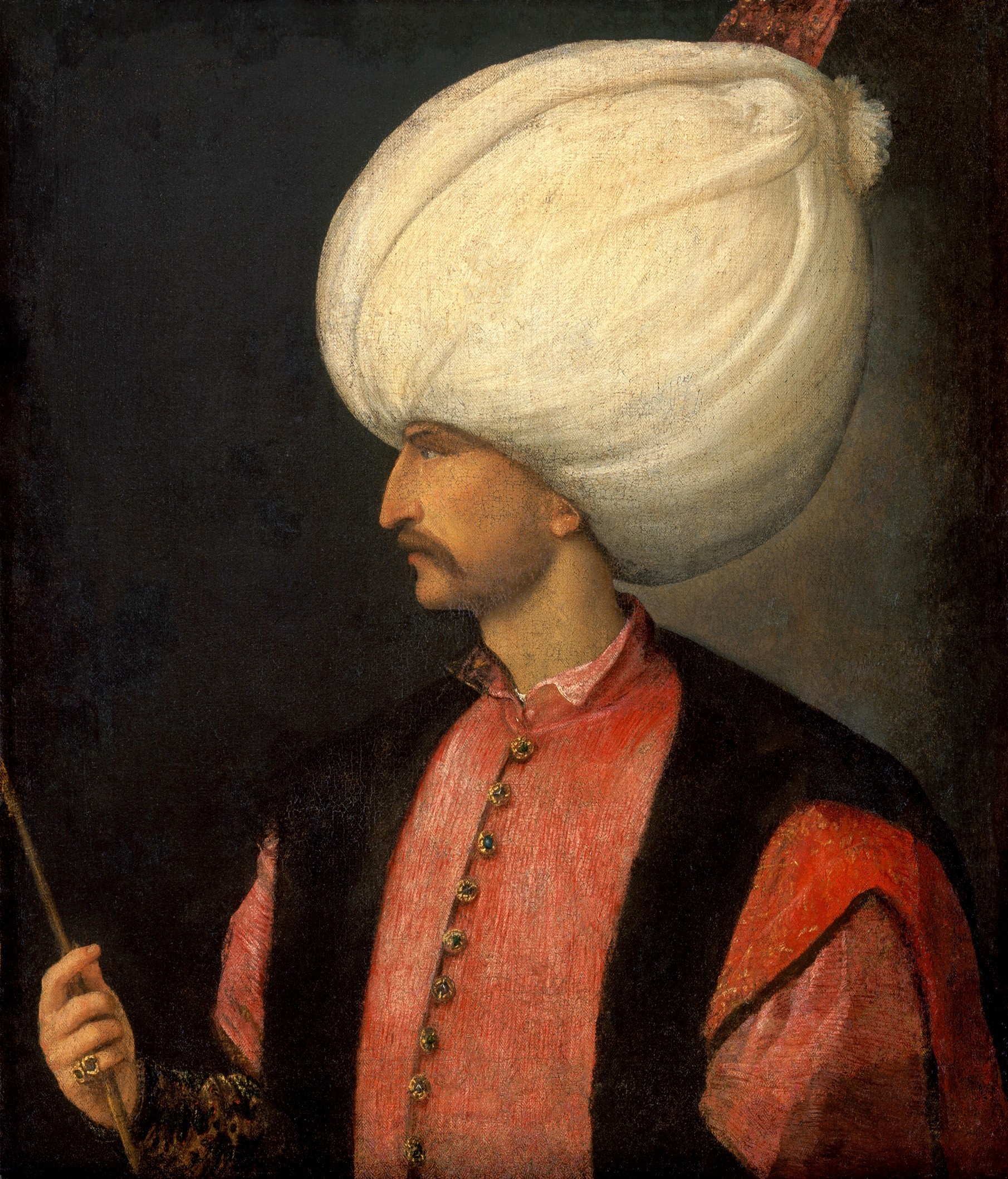
Сулейман Пишний, найвидатніший султан імперії.

XV—XVI століття були часом активної експансії Османської імперії. Вона взяла під свій контроль основні торговельні шляхи між Азією та Європою, що забезпечило їй тривале економічне зростання.
Султан Селім І (1512—1520) розширив володіння імперії на схід і південь, завдавши поразки перським військам Сефевідів у Чалдиранській битві 1514 року. Він також знищив Каїрський мамлюцький султанат, захопив Єгипет, Алжир, Лівію й Хіджаз, вийшов на береги Червоного моря. Внаслідок цього імперія перетворилася на провідну країну ісламського світу, й стала конкурувати з іспанцями і португальцями в Середземномор'ї.
Наступний султан Сулейман І Пишний (1520—1566) захопив угорський Белград в 1521 році, а також південні й центральні угорські землі. Перемога османських військ під Могачем 1526 року встановила османський контроль над Угорщиною та частиною центральноєвропейських країн. Хоча в 1529 і 1532 роках султан не зміг здобути австрійський Відень, сусідні князівства Трансильванії, Волощини і Молдова стали васальними державами Османів. 1535 року Сулейман здобув перський Багдад, отримавши контроль над Месопотамією та вихід до Перської затоки. 1555 року держави Османів і Сефевідів поділили Кавказ, внаслідок чого Західна Вірменія та Грузія опинилися під османським верховенством, а Дагестан, Східна Вірменія та Азербайджан — під перським. Союзником Сулеймана в Європі була Франція, що разом протистояла Габсбургам. Вони разом захопили Ніццу, Естергом (1543) і Корсику (1553).
Із виходом до Червоного моря і Перської затоки в сферу інтересів Османської імперії потрапляє Індійський океан, на якому в цей час панував португальський флот. Відбулась серія османських військово-морських експедицій в Індійському океані. 1559 року султанські війська підкорили африканський Адал й почали експансію в районі Сомалі та Африканського Рогу. Це посилило присутність Османів в Індійському океані, де їхніми ворогами стали португальці та аджуранці.
На кінець Сулейманового правління Османська імперія нараховувала 15 млн мешканців й простягалася на 3 континентах. Вона стала наймогутнішою морською силою в регіоні Середземномор'я й домінантною потугою у політичній системі Європи. Сучасники Жан Боден та Франческо Сансовіно порівнювали успіхи Османів зі здобутками Римської імперії.

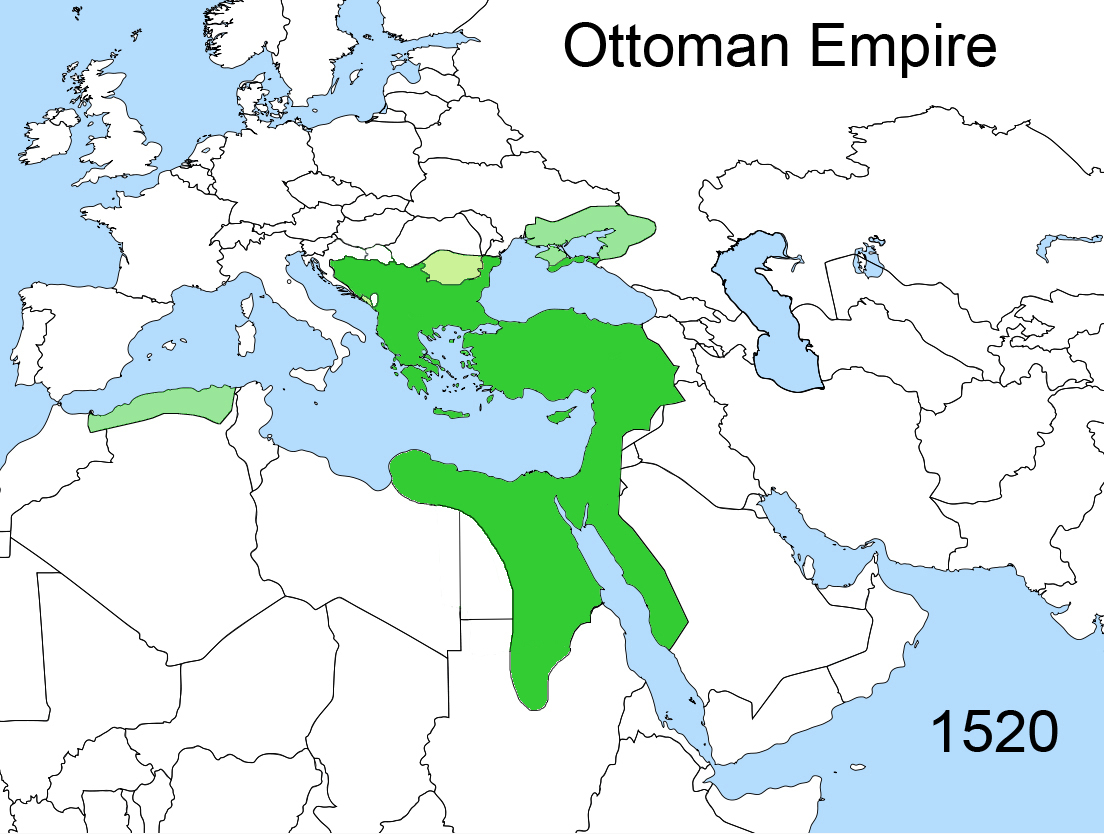
Османська держава за Селіма І
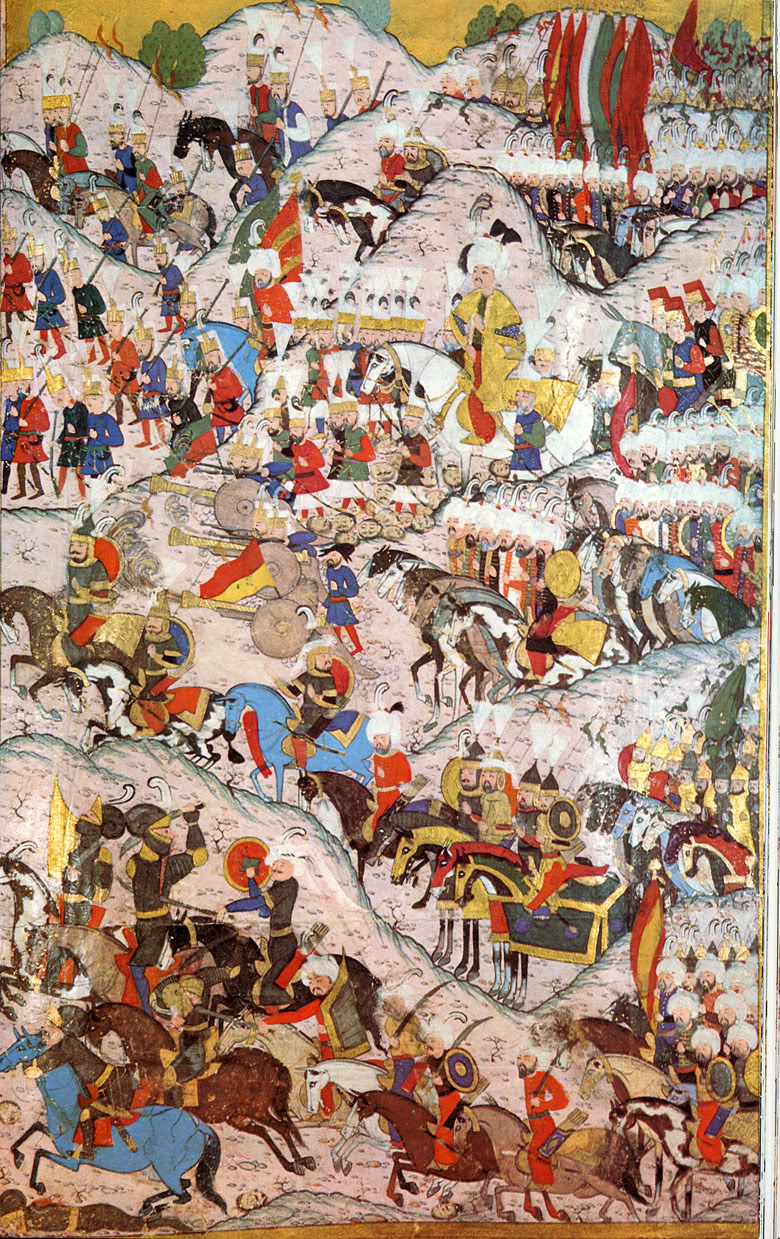
Битва при Могачі
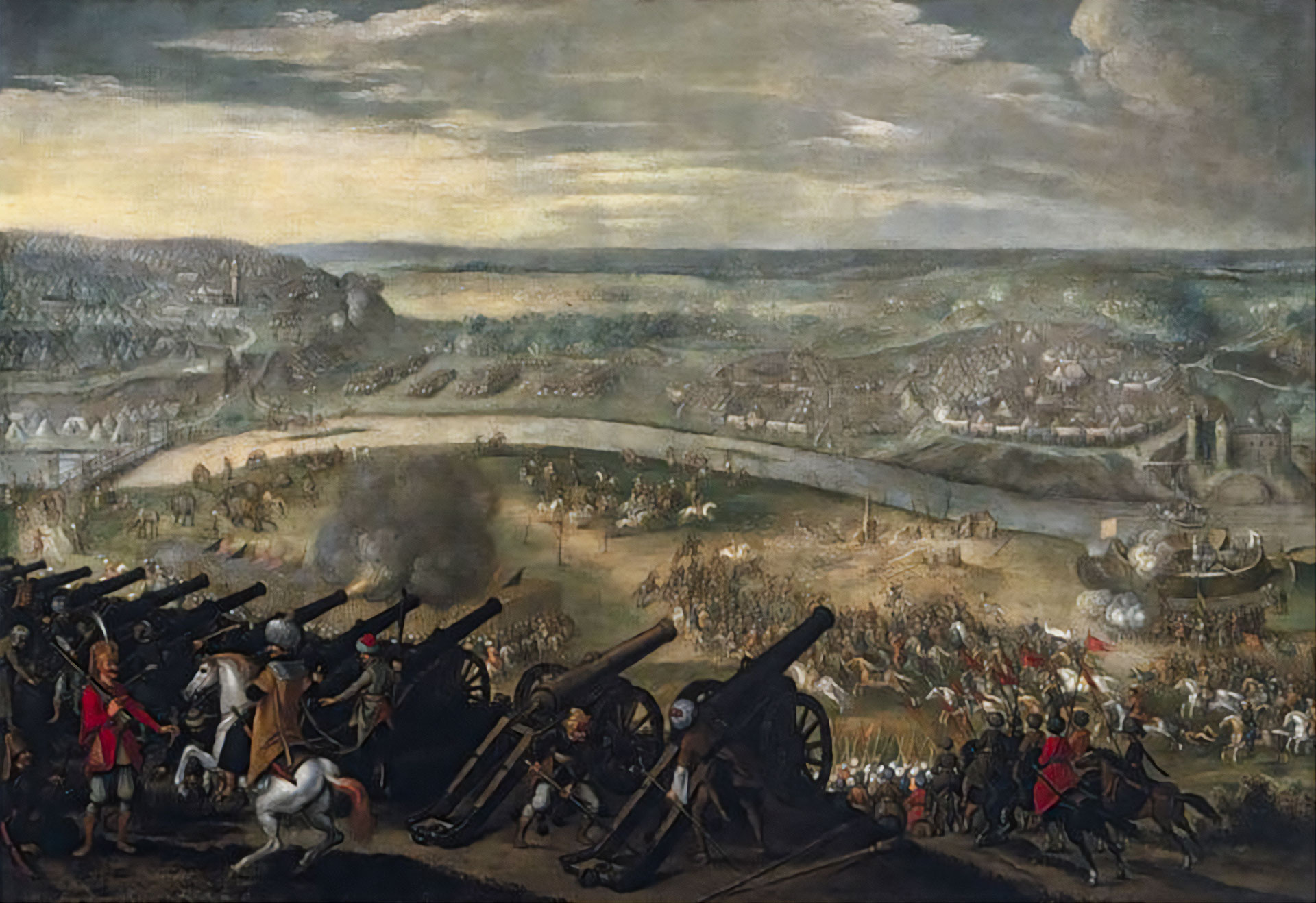
Облога Естергома
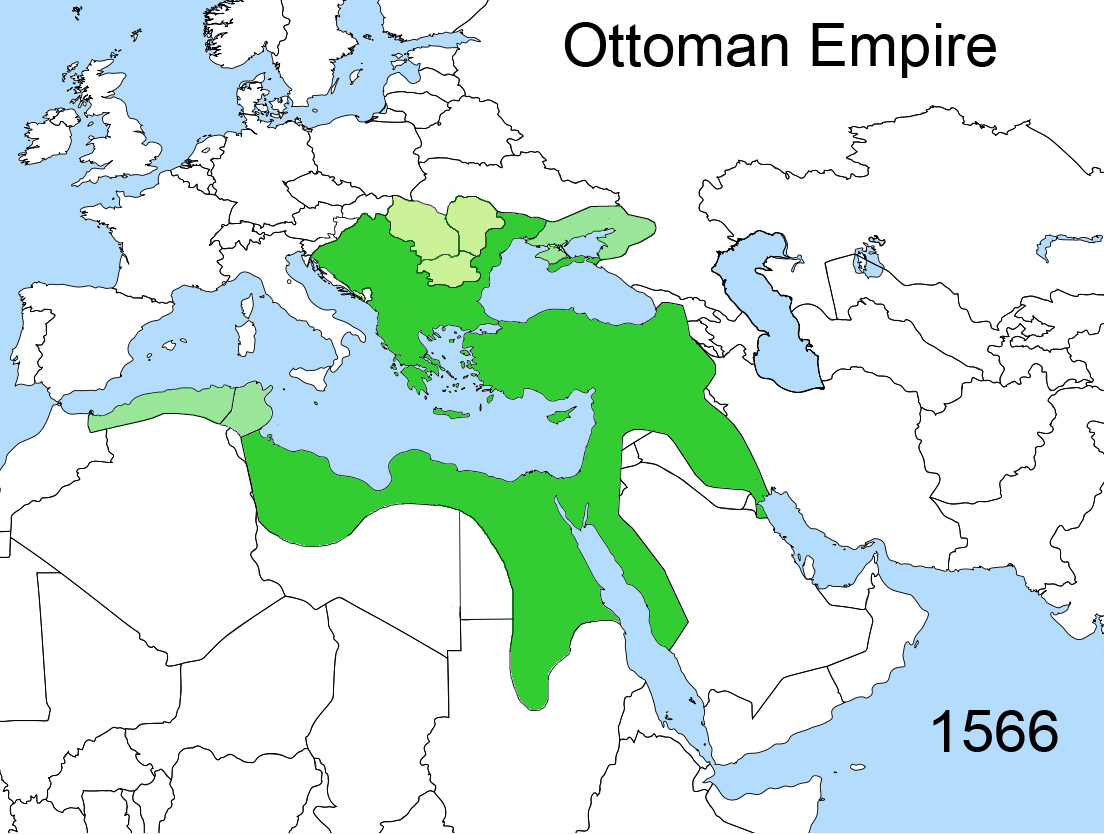
Османська держава за Сулеймана І

### Стагнація (1566—1700)

Битва під Лепанто (1571).

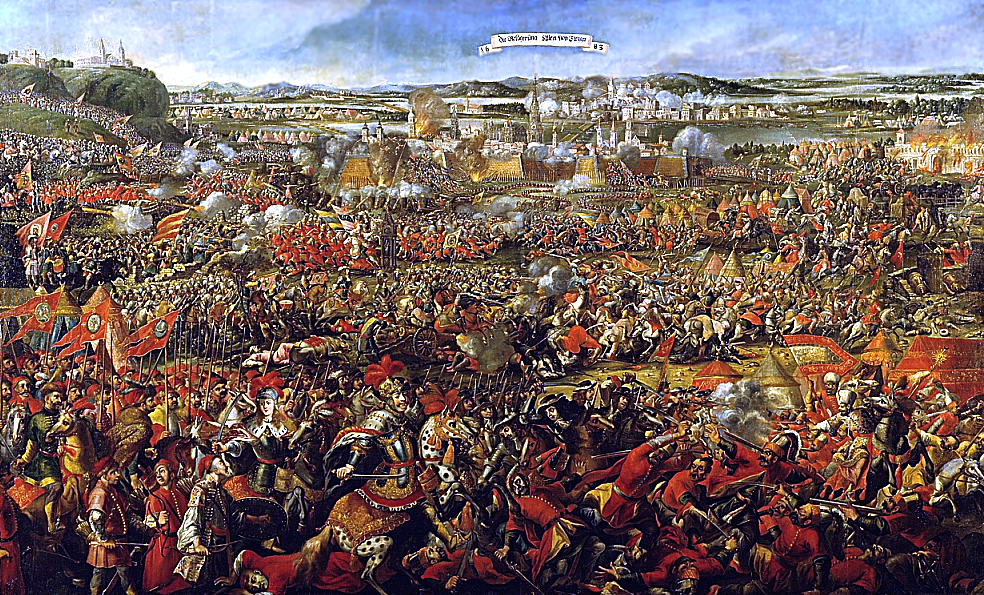
Битва під Віднем (1683).

З 2-ї половини XVI століття Османська імперія вступила у період стагнації, що інколи переривався намаганнями реформувати централізований державний організм. Причинами стагнації були некомпетентність та корупція центрального уряду, які сприяли росту сепаратизму в провінціях; зростання технічної й політичної ролі європейських ворогів, насамперед Австрії та Московського царства; економічна стагнація та занепад, спричинені надмірними воєнними витратами, інфляцією та зміною торговельних шляхів.
За правління Селіма II (1566—1574) османи не змогли здобути Мальту (1565) й зазнали великої поразки від італійсько-іспанського флоту у морській битві при Лепанто (1571). Ці події знищили міф про непереможність Османів. Імперія втратила домінування в Середземномор'ї й зайнялася посиленням впливу в Північній Африці. За наступних султанів Мурада III (1574—1595), Мехмеда III (1595—1603) й Ахмеда І (1603—1617) тривала неуспішна Довга турецька війна (1593—1606) проти Габсбурзької Австрії. Внаслідок безперервних воєн порушилася система набору військ, що спричинило падіння дисципліни. Демобілізація спричинила повстання у курдських джелялі 1595—1610 років, яке охопило усю Анатолію.
У 1603—1618 роках Османська імперія вела війну з персами, що закінчилася втратою Кавказу. Попри воєнні невдачі та економічно-соціальні проблеми (нестача землі для 30 млн населення в 1600 році) держава Османів залишалася могутньою.
Султани Мустафа I (1617—1618) та Осман II (1618—1622) загинули в результаті військових і палацових заколотів. Їхній наступник Мурад IV (1623—1640) відновив силу центрального уряду та наповнив казну. 1639 року він повернув захоплений персами Ірак та частину Кавказу, вів переможні війни із козаками і венеціанцями, а також придушив повстання друзів (1623—1637). Проте вже за правління Ібрагіма І (1640—1648) державними справами став завідувати султанський гарем, який руками яничар погубив самого султана. В епоху Кепрюлю (1656—1703) фактичне управління імперією перейшло до рук великих візирів з албанського роду Кепрюлю. Їм вдалося відновити імперський контроль над Трансільванією, захопити Крит (1669), а також здобути володіння Речі Посполитої в Південній Україні — Буковину і Поділля (1676). Однак нова Велика турецька війна 1683—1699 років поклала кінець планам візирів повернути османську велич: австрійські війська та війська Речі Посполитої розбили османську армію під Віднем (1683) та в ряді інших боїв, а московити з потугами здобули фортецю Азов (1696). Султан Мустафа II (1695—1703) намагався вернути втрачене, але був розбитий австрійцями під Зентою (1697). Внаслідок поразки Османи поступилися своїми завоюваннями в Угорщині, Хорватії, Сербії, Волощині, Україні та Приазов'ї на користь Австрії та Московії.

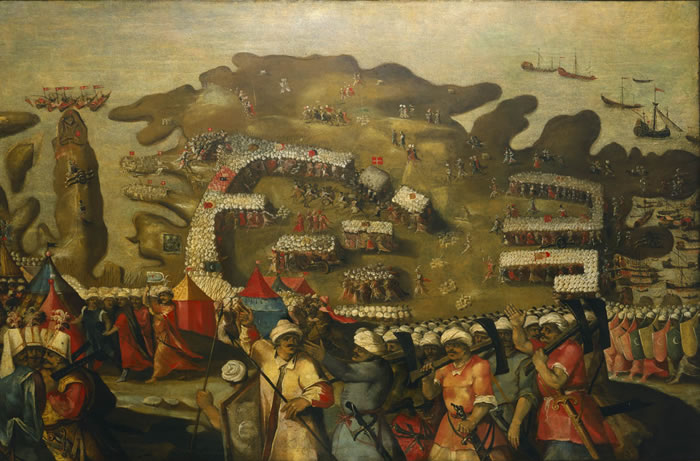
Облога Мальти
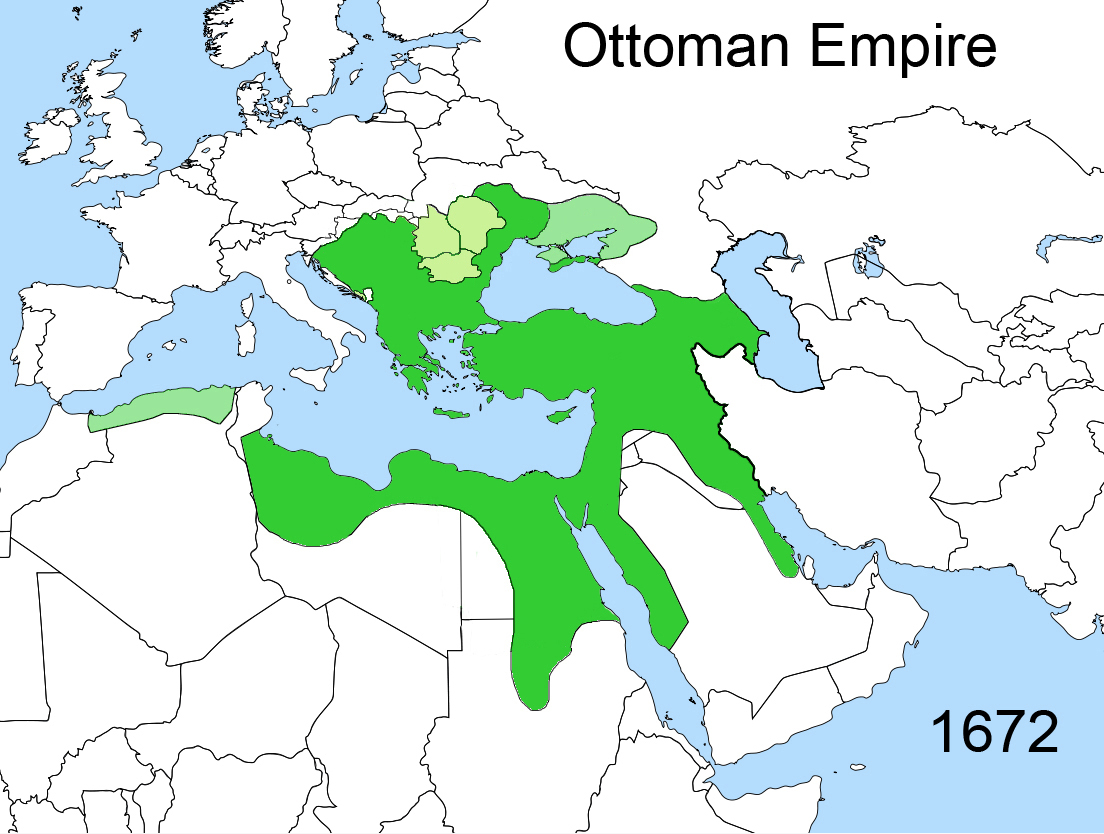
Османська держава за Кепрюлю
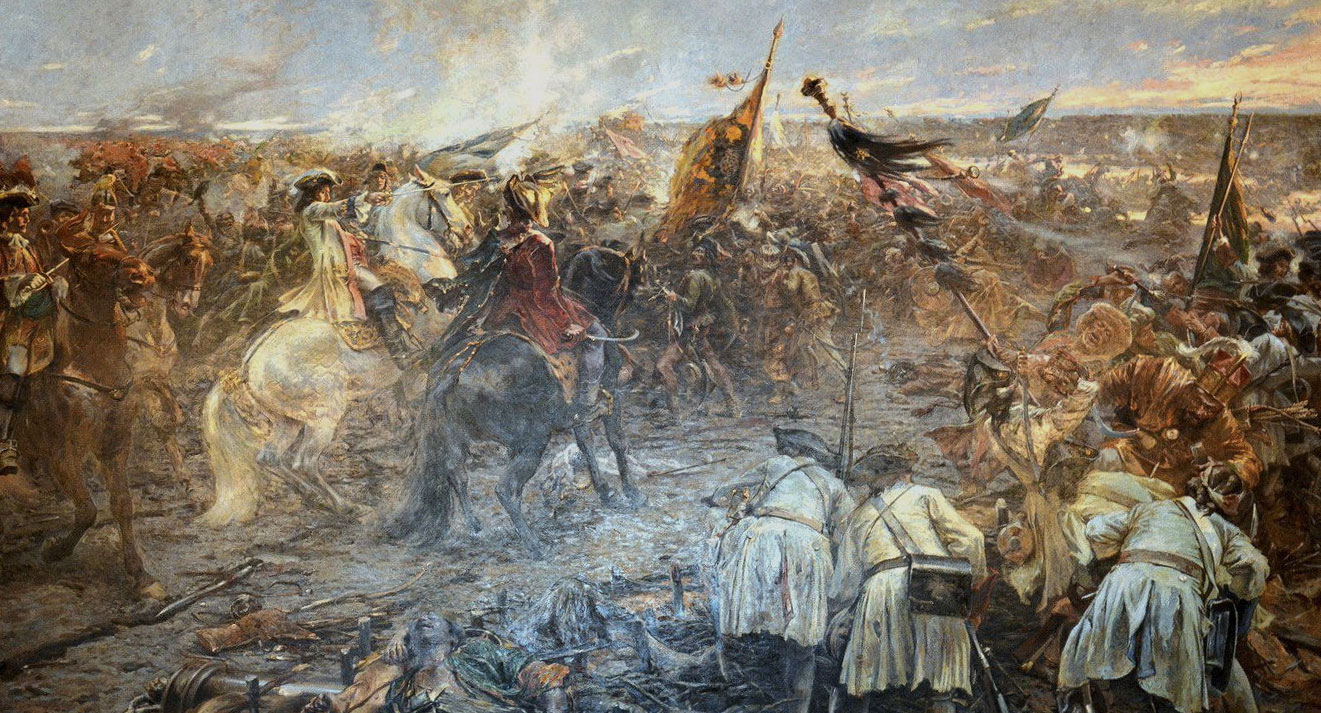
Битва під Зентою

### Занепад (1700—1828)

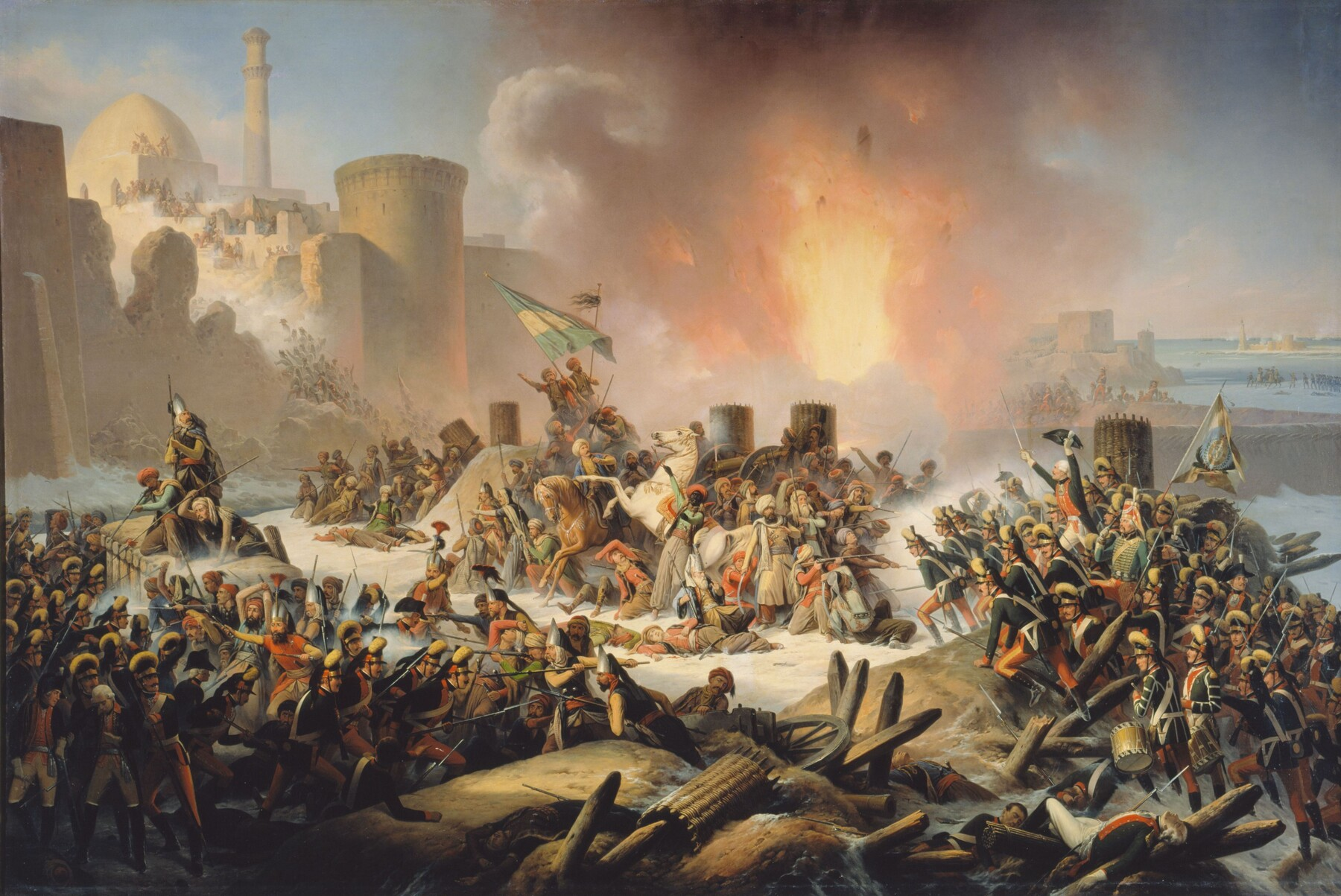
Росіяни беруть Очаків (1788).

Після невдалої Великої османської війни імперія вступила у добу занепаду. Наступальна політика й намагання повернути вплив в Європі змінилися обороною земель і спробами зберегти статус-кво.
За правління султана Ахмеда III (1703—1730) Османи вступили у Велику Північну війну проти Московії. 1711 року вони розбили московитів й повернули собі Азов. Проте під час в нового конфлікту з Австрією в 1716—1718 роках втратили Банат, Сербію й Олтенію. У наступній війні 1735—1739 років, що велася проти Російської та Австрійської імперій, султан повернув собі контроль над Сербією та Олтенією, але був змушений віддати Азов і Запорожжя. 1768 року українські гайдамаки, за підтримки Росії, вдерлися до османського міста Балта й вирізали його населення. Це розв'язало нову російсько-османську війну 1768—1774 років, яка завершилася поразкою Османів. За умовами Кючюк-Кайнарджійського договору османський уряд визнав незалежність Криму, а за Росією — статус патрона християн Валахії й Молдавії.
Поразки посилили бажання Османів оновити свою східну імперію, подібно до того, як це зробив із власною країною Петро І. За панування султанів Махмуда I (1730—1754), Мустафи III (1757—1774) і Абдул-Гаміда I (1774—1789) розпочато військові, освітні й технологічні реформи. Османи налагодили виробництво західної артилерії та друк нерелігійної літератури. Проте перетворення зустріли сильний опір ісламського духовенства, яничар та консервативної частини суспільства. Так, султан Селім III (1789—1807), який намагався реформувати військо на західний взірець, загинув після повстання яничарів. Його наступник султан Махмуд II (1808—1839) розгорнув криваві репресії проти опозиціонерів й 1826 року ліквідував яничарський корпус.
Сербська революція 1804—1815 років започаткувала епоху національного відродження на Балканах і так зване Східне питання. 1821 року спалахнула Грецька війна за незалежність, внаслідок якої постала незалежна грецька держава в 1829 році. Сербські та грецькі національні рухи підігріли сепаратизм в інших провінціях, спричинивши виступи волохів, молдаван, чорногорців, болгар. Через перманентність повстань й неефективність султанського уряду в їхній пацифікації європейці називали Османську імперію «хворий Європи». У 1860—1870-х роках васальні держави османів в Сербії, Волощини, Молдавії та Чорногорії здобули незалежність.

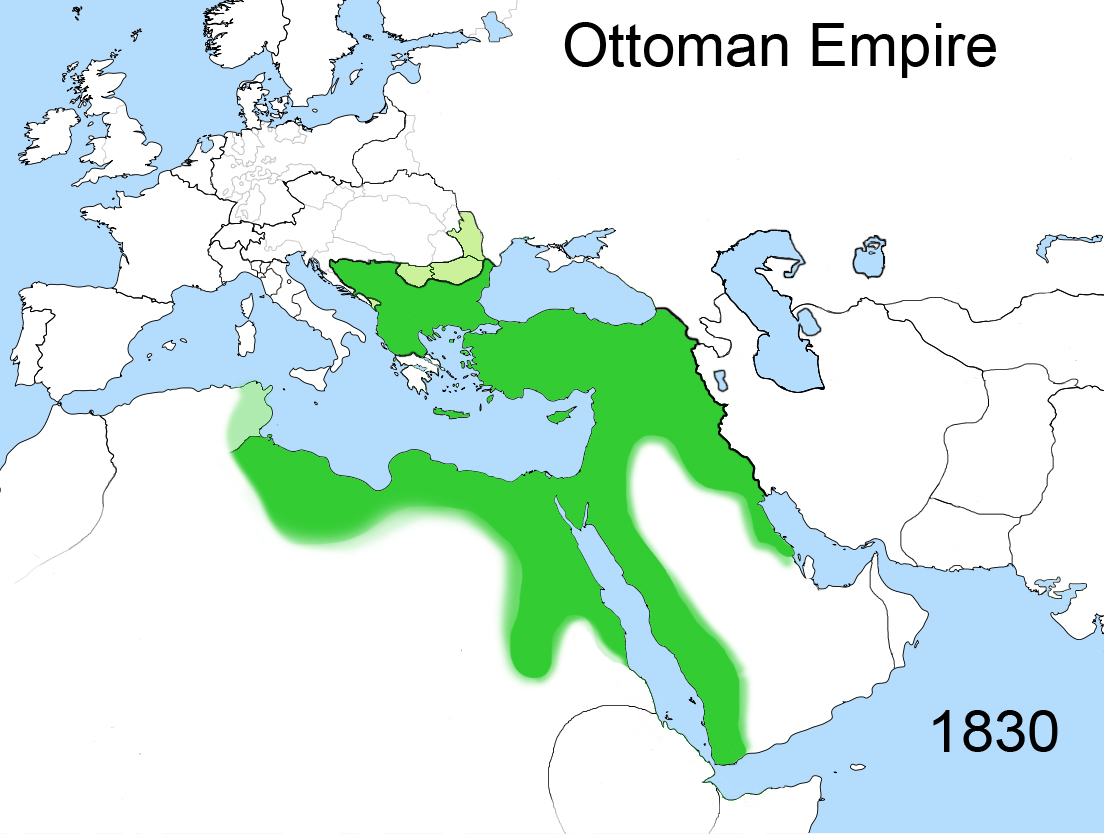
Османська держава за Махмуда II

### Розпад (1828—1908)

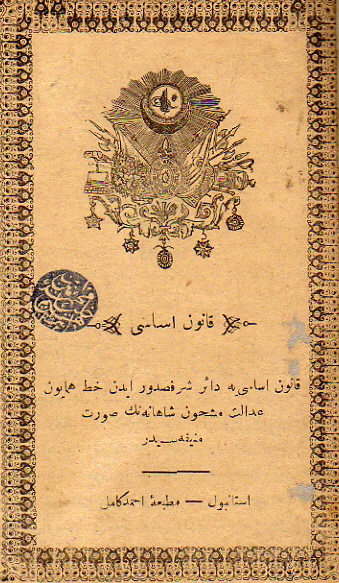
Перша Конституція Османської імперії (1876).

У період Танзимату (1839—1876) уряд Османів провів ряд базових реформ, які запроваджували в імперії новітню призовну армію, банківську систему, світське законодавство, заводи та гільдії. 1840 року запроваджено міністерство пошти, а 1847 року встановлено першу османську телеграфну лінію (Стамбул-Едірне-Шумну). Період реформаторства закінчився ухваленням першої османської Конституції 1876 року, що була чинною всього лише 2 роки.
Сильним ударом по Османській імперії стала Кримська війна 1853—1856 років. Під час неї різко зріс державний борг перед іноземними кредиторами. Османи не змогли повернути собі Крим, але отримали міграційну проблему — через війну близько 200 тисяч кримських татар переїхали до Балкан і Османської імперії. Внаслідок геноциду черкеських народів, влаштованого Росією на Кавказі, до імперії переселилися від 500 до 700 тисяч черкесів, що ще більше загострило міжетнічну ситуацію в країні. Одночасно з цим, християнське населення імперії стало поступово витісняти мусульман з освіти та торгівлі. Прагнення султана Абдул-Гаміда II встановити панісламську ідеологію вилилися у християнські бунти, які спричинили масові вбивства вірмен та інших християн у 1894—1896 роках.
1876 року османські башибузуки жорстоко придушили болгарське повстання, що спровокувало нову війну Османів з Росією 1877—1878 років. Вона закінчилася поразкою імперії, яка погодилася на незалежність Румунії, Сербії, Чорногорії, а також визнала автономію Болгарії. Користуючись слабкістю Османів, 1878 року Австро-Угорщина захопила Боснію-Герцоговину та Новий Пазар. Одночасно з цим Велика Британія, що виступала за збереження османського впливу на Балканах, того ж року окупувала Кіпр, а 1882 року — Єгипетський хедиват, автономію в складі Османської імперії.
Внаслідок втрати Османами більшості балканських володінь звідти мігрували балканські мусульмани, які переселялися до Стамбула й центральної Анатолії. Внаслідок цих міграцій станом на 1923 рік лише столиця імперії, Анатолія та Східна Фракія залишилися ісламськими теренами.

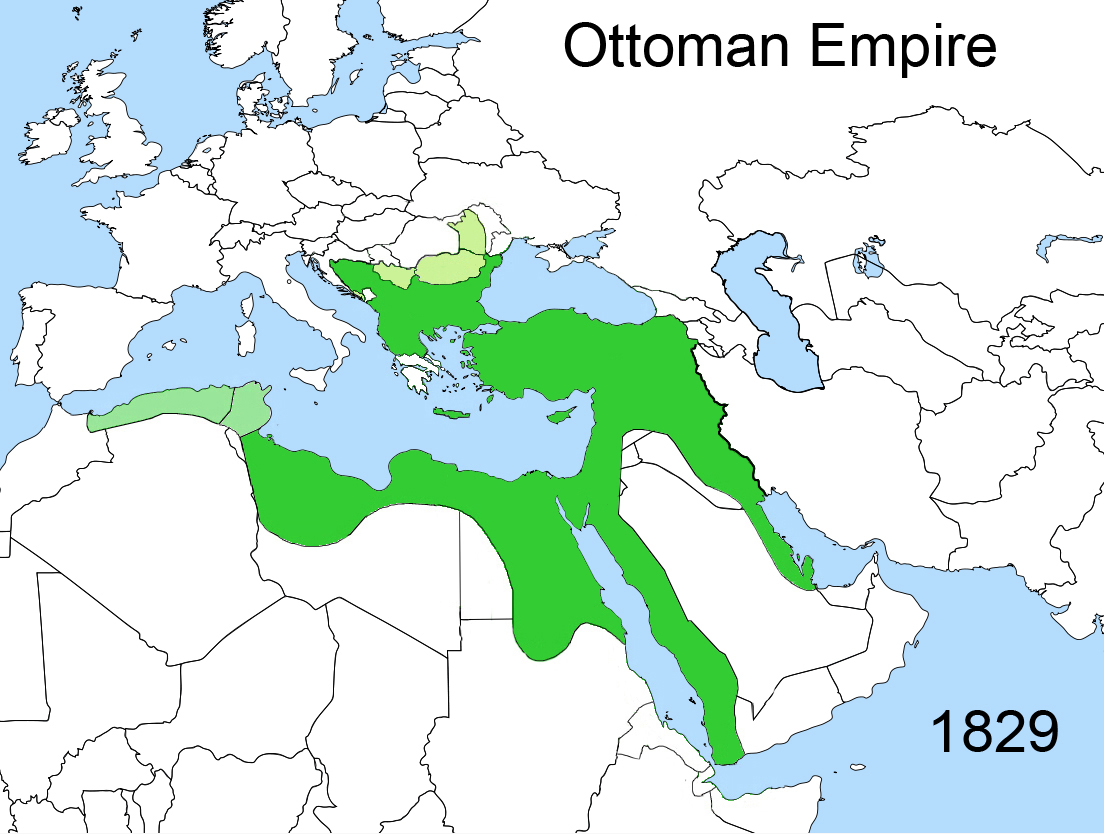
Османська держава в 1829
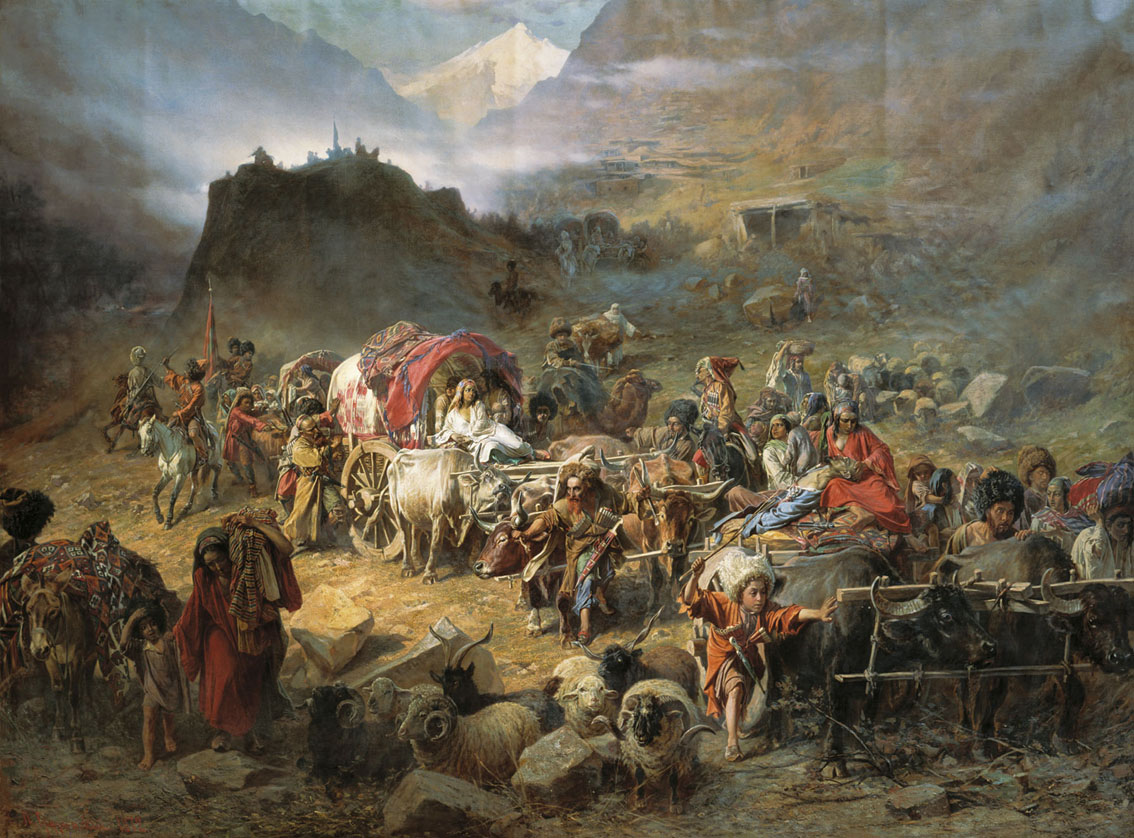
Міграція черкесів
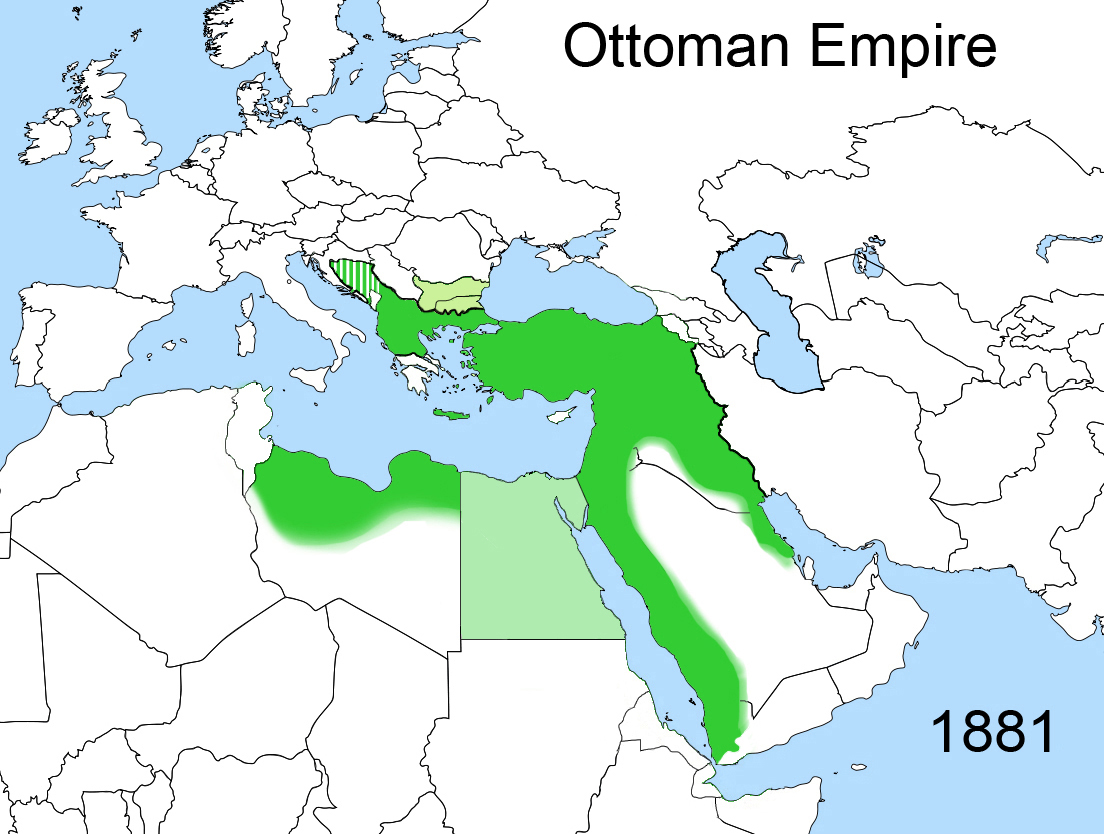
Османська держава в 1881
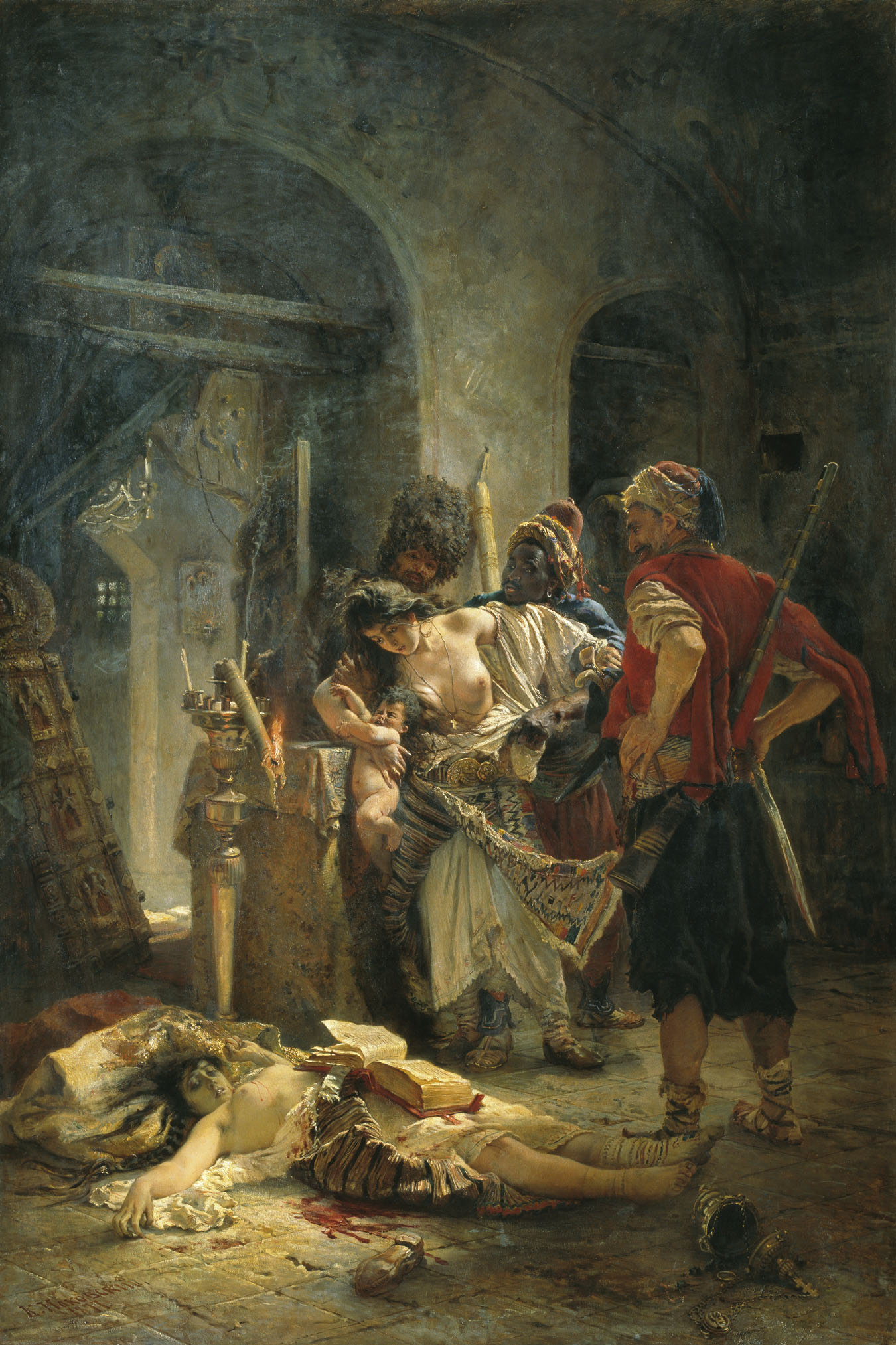
Башибузуки в Болгарії
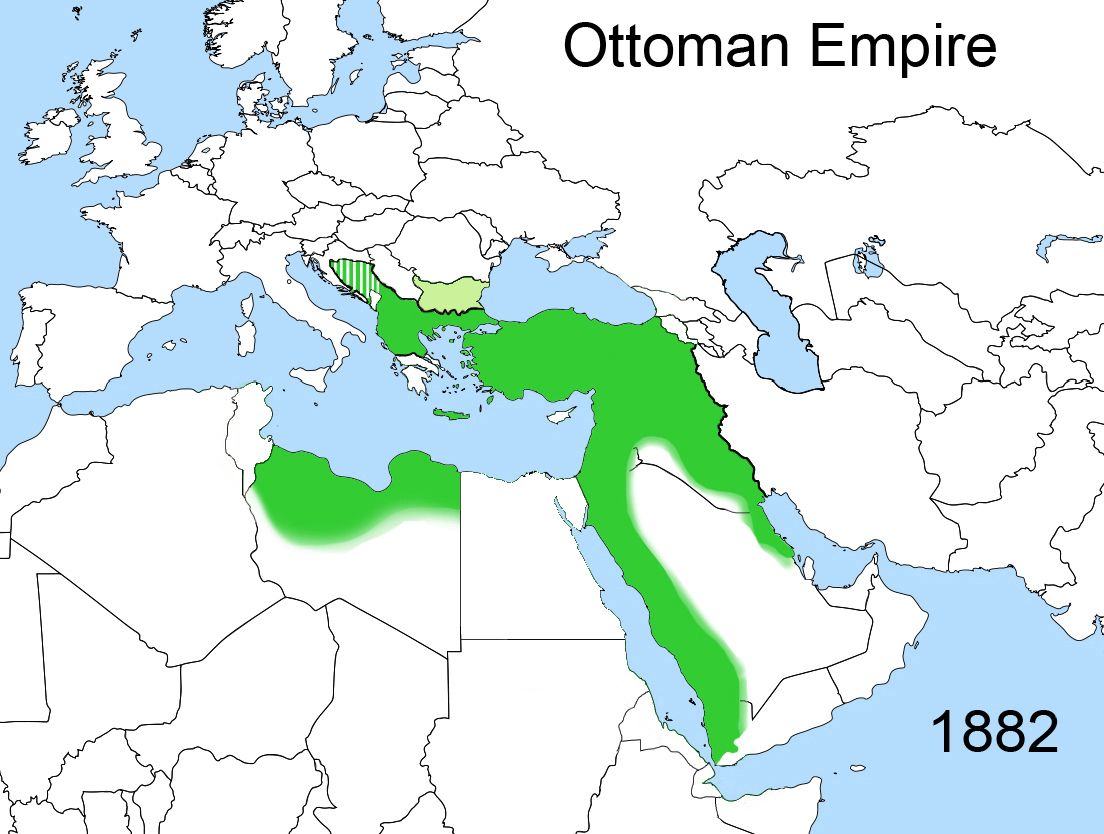
Османська держава в 1882

### Ліквідація (1908—1923)

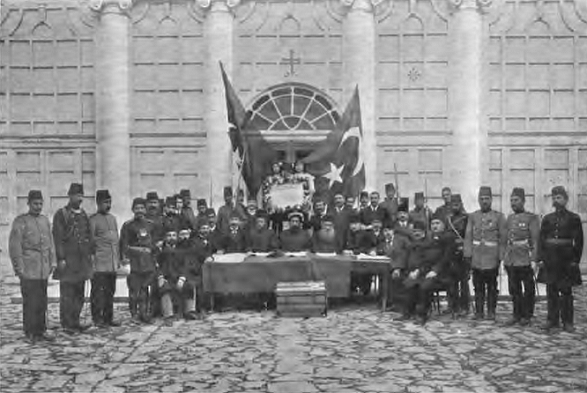
Проголошення Молодотурецької революції (1908).

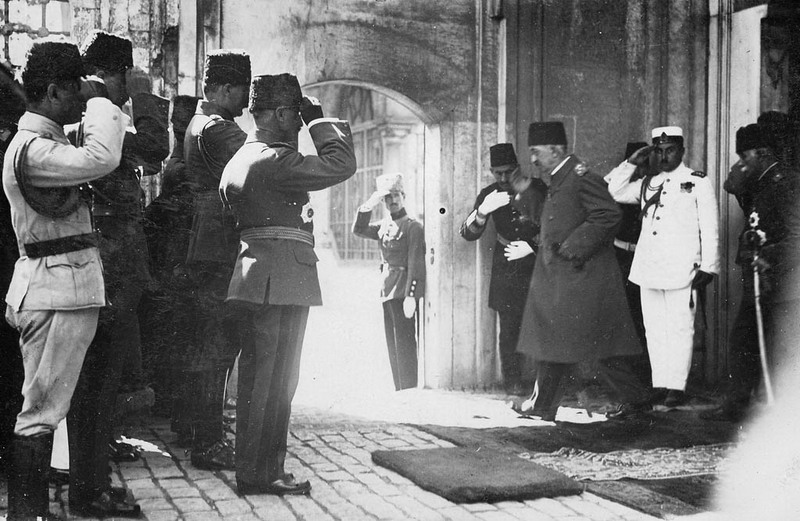
Останній султан Мехмед VI покидає країну після ліквідації монархії (17 листопада 1922).

1908 року молодотурки повалили султана Абдул-Гаміда II, після чого монархія в Османській імперії стала формальною. В січні 1913 року становився тріумвірат Енвера-паші, Талаата-паші та Джемаля-паші.
1912 року Італія захопила османську Триполітанію та Киренаїку (Лівія). У Першій балканській війні 1912—1913 років імперія втратила переважну більшість своїх європейських володінь: Албанію, Македонію, північ Греції. Проте у 1913 році османам вдалося відвоювати невелику частину земель Болгарії в ході Другої балканської війни.
Заслабла Османська імперія спробувала спертися на допомогу Німеччини. Це втягнуло її в Першу світову війну 1914—1918 років, що закінчилася поразкою Центральних держав. У 1917—1918 роках країни-члени Антанти захопили близькосхідні володіння імперії. Після Першої світової війни Сирія і Ліван перейшли під контроль Франції, Палестина, Йорданія та Ірак — Великої Британії; на заході Аравійського півострова за підтримки британців (Лоуренс Аравійський) утворилися незалежні держави: Хіджаз, Неджд, Асир і Ємен. Згодом Хиджаз і Асир увійшли до складу Саудівської Аравії.
30 жовтня 1918 року Османська імперія підписала Мудроське перемир'я, за яким 10 серпня 1920 року укладено Севрський мирний договір. Фактично імперію розчленували, залишивши лише Туреччину й прилеглі території. Одне з найбільших міст Малої Азії — Ізмір — мусило перейти до Греції. 15 травня 1919 року його зайняла грецька армія, що спричинило Турецьку війну за незалежність. Турецькі націоналісти під головуванням Ататюрка відмовилися визнати мирний договір і силою вигнали греків з країни. 18 вересня 1922 року Туреччина була звільнена від іноземних військ. Це зафіксували в Лозаннському договорі 1923 року, що визначив нові кордони турецької держави. 29 жовтня 1923 була проголошена Турецька республіка на чолі з Ататюрком.

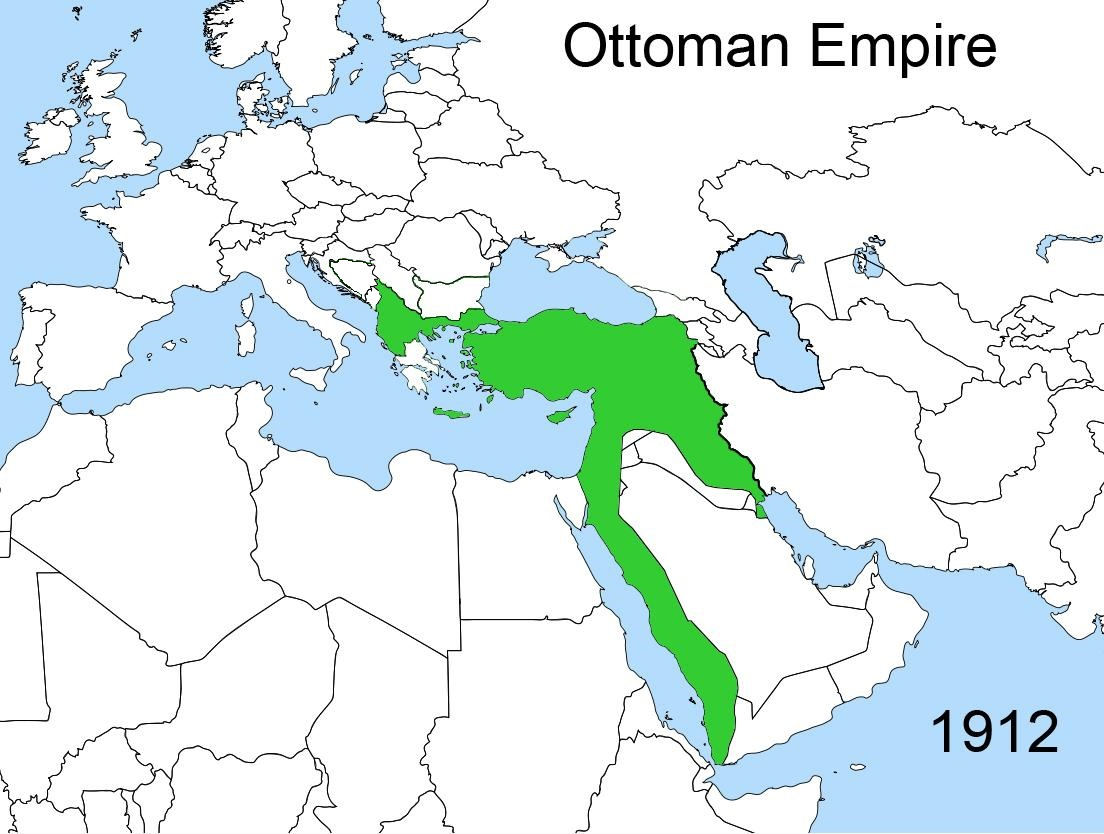
Османська держава в 1912
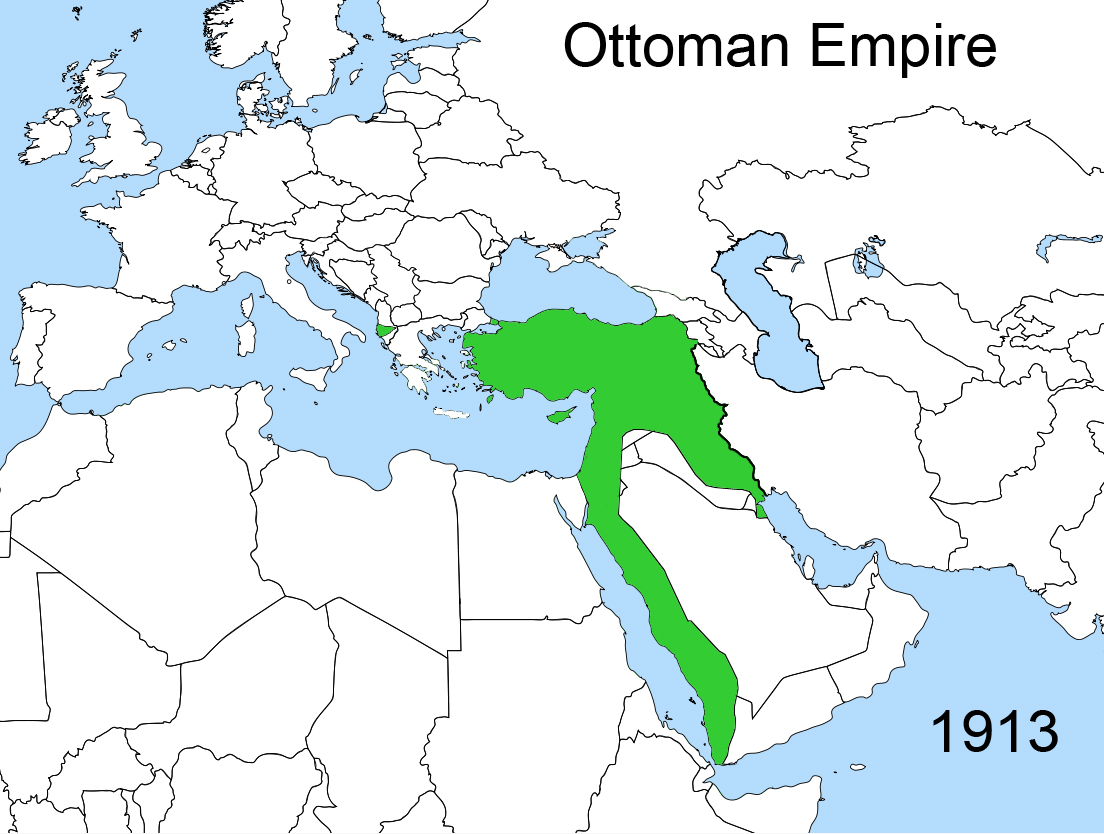
Османська держава в 1913
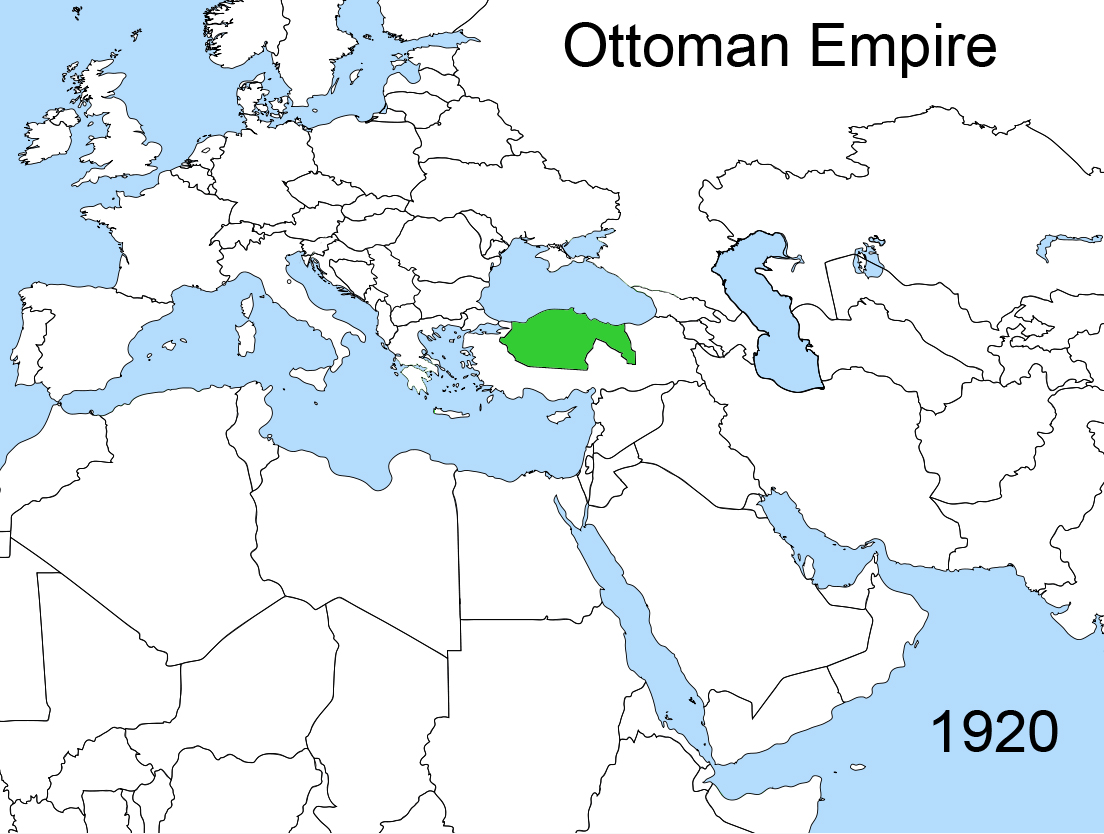
Османська держава в 1920
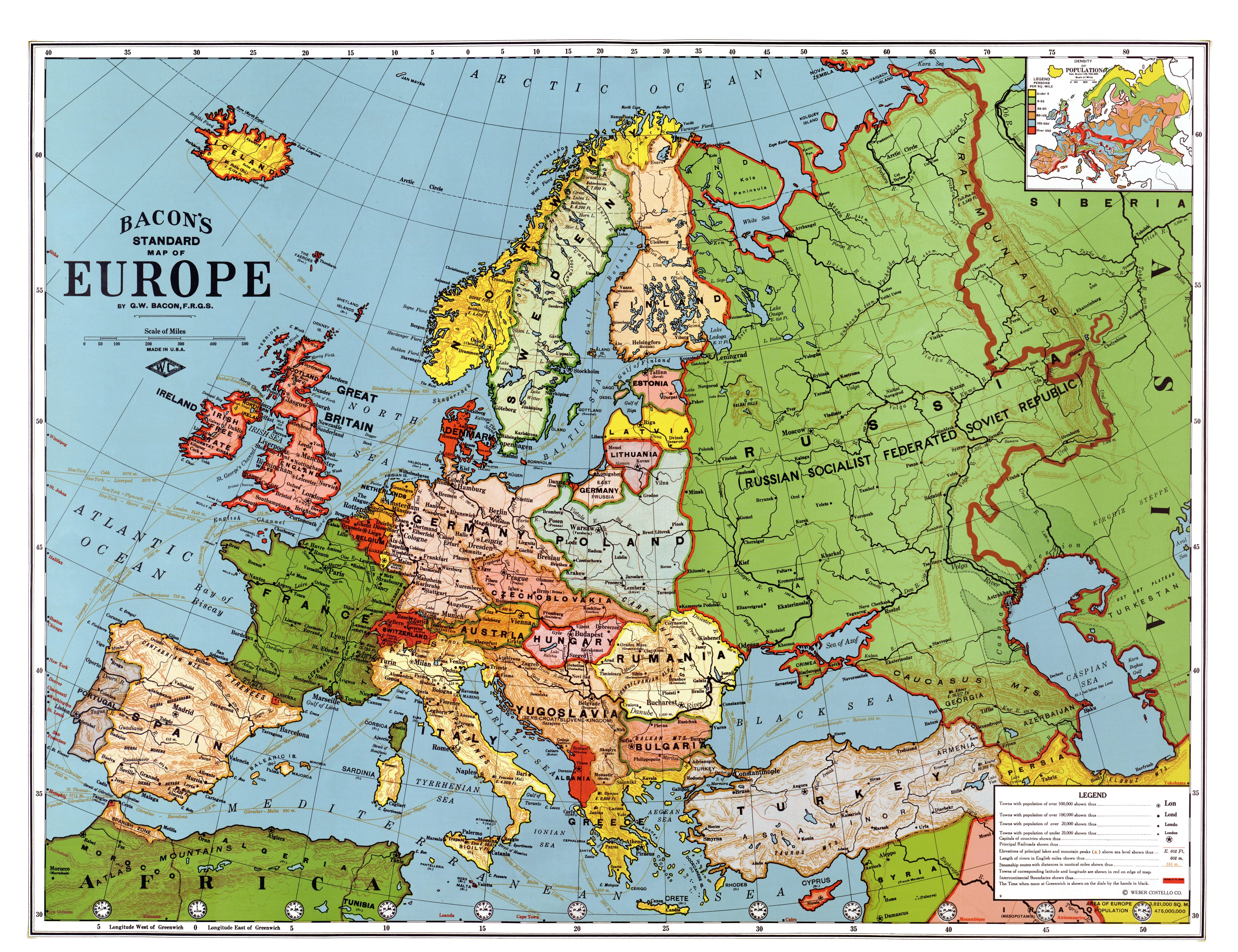
Турецька республіка в 1923

## Державний устрій

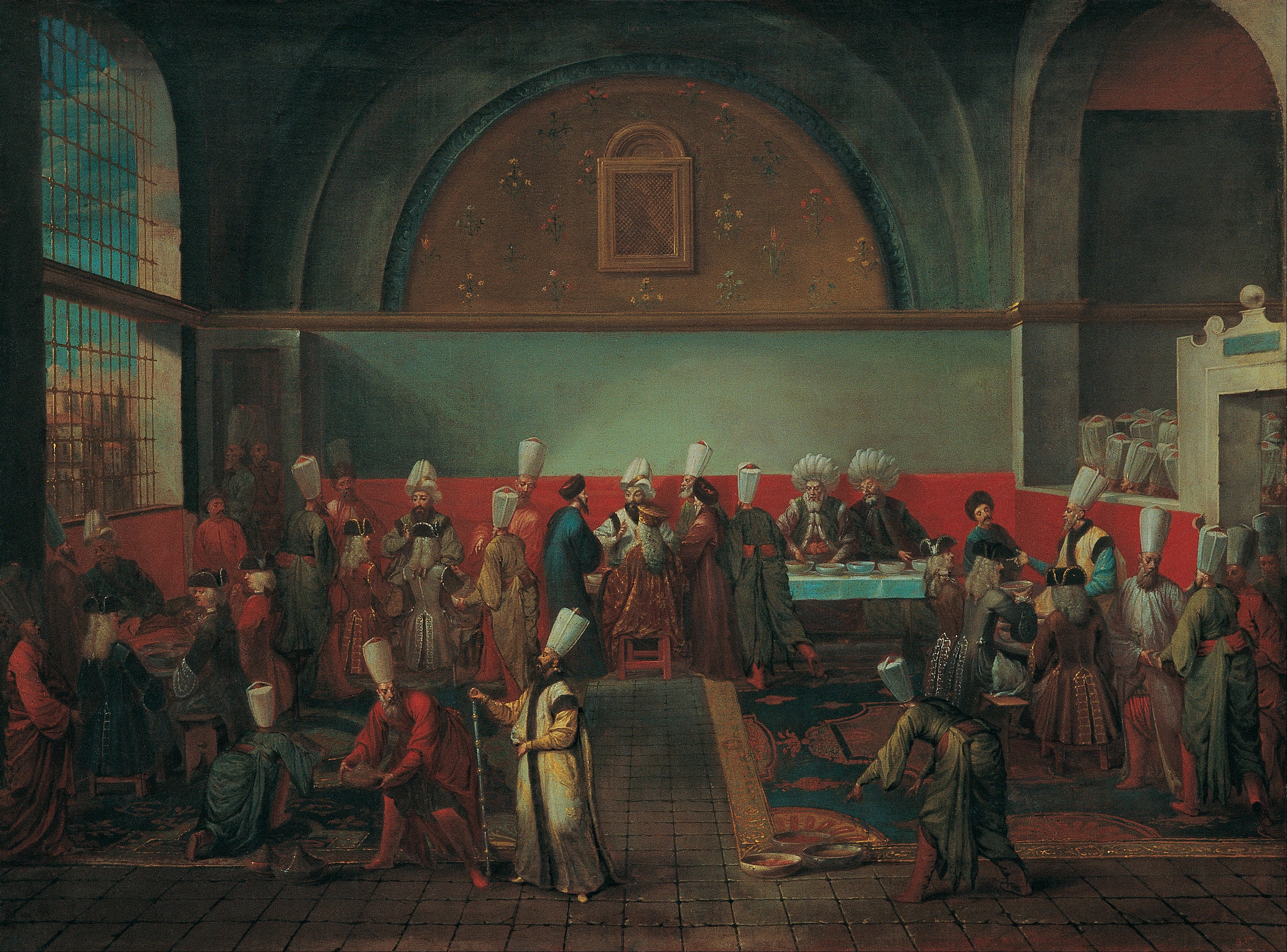
Посли в султанському палаці Топкапи.

Деспотична бюрократична централізована монархія.
- Титули в Османській імперії

З моменту свого заснування Османська імперія була монархією, правлячою династією була династія Османів. Тривалий час Османська держава існувала у вигляді абсолютної монархії, потім короткими періодами конституційної монархії, аж доки монархія не була скасована.
У системі управління державою султан посідав найголовнішу роль, очолюючи політичну, юридичну, соціальну та будь-яку іншу сфери держави. Усі гілки влади підпорядковувалися султанові та мали виконувати султанські укази фермани, які мали силу закону.
Очільники Османської імперії послуговувалися східними титулами султан, падишах, хан, хакан, шехіншах та ін. Після завоювання Константинополя султани стали послуговуватися також титулом кайзер та імператор. Після завоювання Єгипту у 1517 році Явуз («Грізний») Султан Селім обійняв титул халіфа.
Церемонія інтронізації султанів називалася джюлус і мала декілька важливих етапів. На відміну від західної традиції вдягання монархові корони, османським султанам пов'язували меч.
Найдовше правив Султан Сулейман I Пишний — 46 років, найкоротший термін правління був у Мурада V — всього 93 дні.
Осередком державної влади був палац султана, що набув своєї класичної структури після зведення Топкапи. Він складався з трьох основних блоків: гарему, ендеруну та біруну.

### Гарем
Гарем не був напряму вмонтований у схему державного урядування й ухвалення державних рішень, але в реальності частина його членів як родичі султана могла особисто впливати на правителя, члени династії Османів носили офіційні титули в залежності від близькості до особи монарха, а в деякі історичні періоди (наприклад, жіночий султанат) саме члени гарему визначали державну політику і фактично керували країною.
Валіде-султан — мати чинного султана, очільниця гарему. Найвищий жіночий титул держави. В Османській імперії не уснувало інституту регентства, але деякі матері фактично керували державою, доки їхні сини не були на це здатні в силу малого віку (див. Кесем-султан, Турхан-султан).
Шехзаде — син або онук чинного султана. На початку існування Османської держави після отримання початкової освіти від матері та гаремних учителів призначався на державну службу — намісником до санджаку. Пізніше від цієї практики відмовилися, шехзаде усунули від державного управління та утримували в гаремному кафесі.

### Центральний уряд
Великий візир — друга після султана людина в державі. Мав у розпорядженні султанську печатку.
Візир — наступна найвпливовіша після Великого візира фігура. Їхнє число не було сталим і могло доходити до семи, всі були членами Дивану. Виконували накази Великого візира.
Казаскер — військовий суддя. Їх було двоє: казаскер Румелії та казаскер Анатолії. За статусом казаскер Румелії був вищим за анатолійського. Призначали місцевих кадіїв. Обидва були членами Дивану. У 1516 році було започатковано посаду третього казаскера — арабських і перських земель, але її було швидко скасовано.
Дефтердар — міністр фінансів. Їх також було двоє: дефтердар Румелії та дефтердар Анатолії. За статусом дефтердар Румелії був вищим за анатолійського. Обидва були членами Дивану.
Нішанджи — у його віданні були справи власності, кадастру, ведення реєстрів оподаткування і т. ін. Член Дивану.
Шейх-уль-іслам — головний муфтій. Відав справами шаріату. Часом видавав фетву на відпвідність ісламу певних державних рішень. Членом Дивану не був, але його могли запрошувати, коли була потреба отримати від нього інформацію. Мав рівних до Великого візира статус.
Капудан-паша — адмірал флоту, відповідав за флот і мореплавство. Міг брати участь у засіданнях Дивану, коли перебував у Стамбулі, але постійним членом Дивану не був.
Диван було розпущено за указом Махмуда II, замість нього започатковано систему міністерств, на чолі яких були назири.
Порта — урядова канцелярія. За правління Абдул-Гаміда II, який прагнув сконцентрувати все державне управління в палаці, її функції перебрав на себе Мабейн.

### Регіональний уряд
Бейлербей / Валі — очільник найбільшої адміністративної одиниці Османської імперії.
Санджак-бей — голова санджаку.
Кадій — очільник кази.
Наїб — заступник кадія.

## Адміністративний поділ

Подільський еялет у складі імперії (1672—1699).

Наприкінці XIV століття Османська імперія поділялася на провінції. Ними керували провінціали, призначені султанами.
З 1362 року імперія поділялася на еялети (в перекладі: «країни»), що також називалися бейлербействами або пашаликами. Керування цими адміністративними одиницями здійснювали бейлербеї або паші, яких призначав султанський уряд. Еялети поділялися на менші одиниці — санджаки (в перекладі: «хоругви»), аналог областей.
1864 року в Османській імперії серед інших реформ Танзимату провели адміністративно-територіальну реформу), в ході якої за новою постановою «Про організацію віляєтів» еялети замінили новими утвореннями — вілаєти (в перекладі: «губернія». Була встановлена наступна ієрархія адміністративних одиниць: вілаєт (губернія), санджак (область), каза (повіт) і село (сільська рада). За новим законом про вілаєти 1871 року до них додавався набіє (муніципалітет)

Еялети (1600)
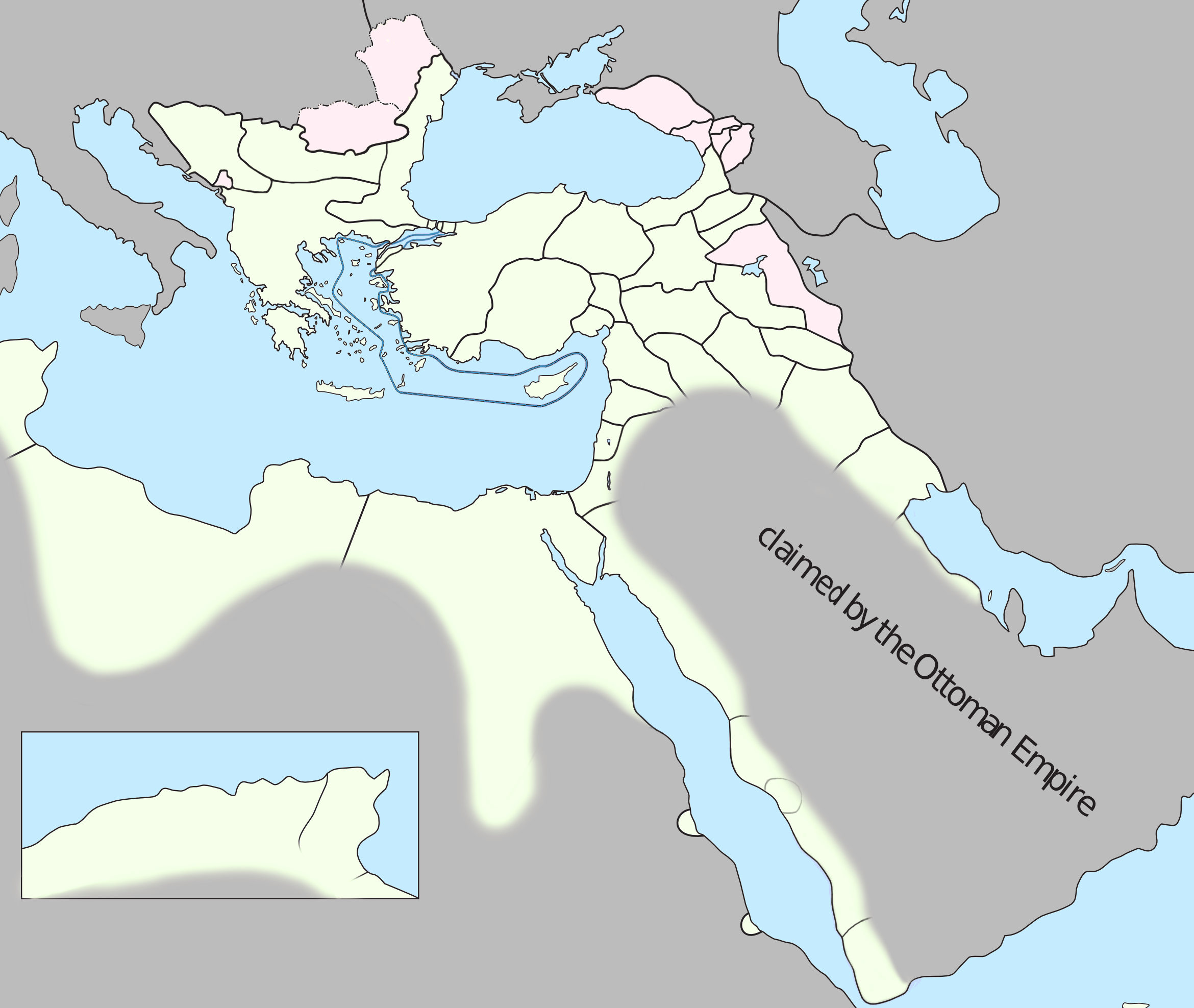
Еялети (1795)
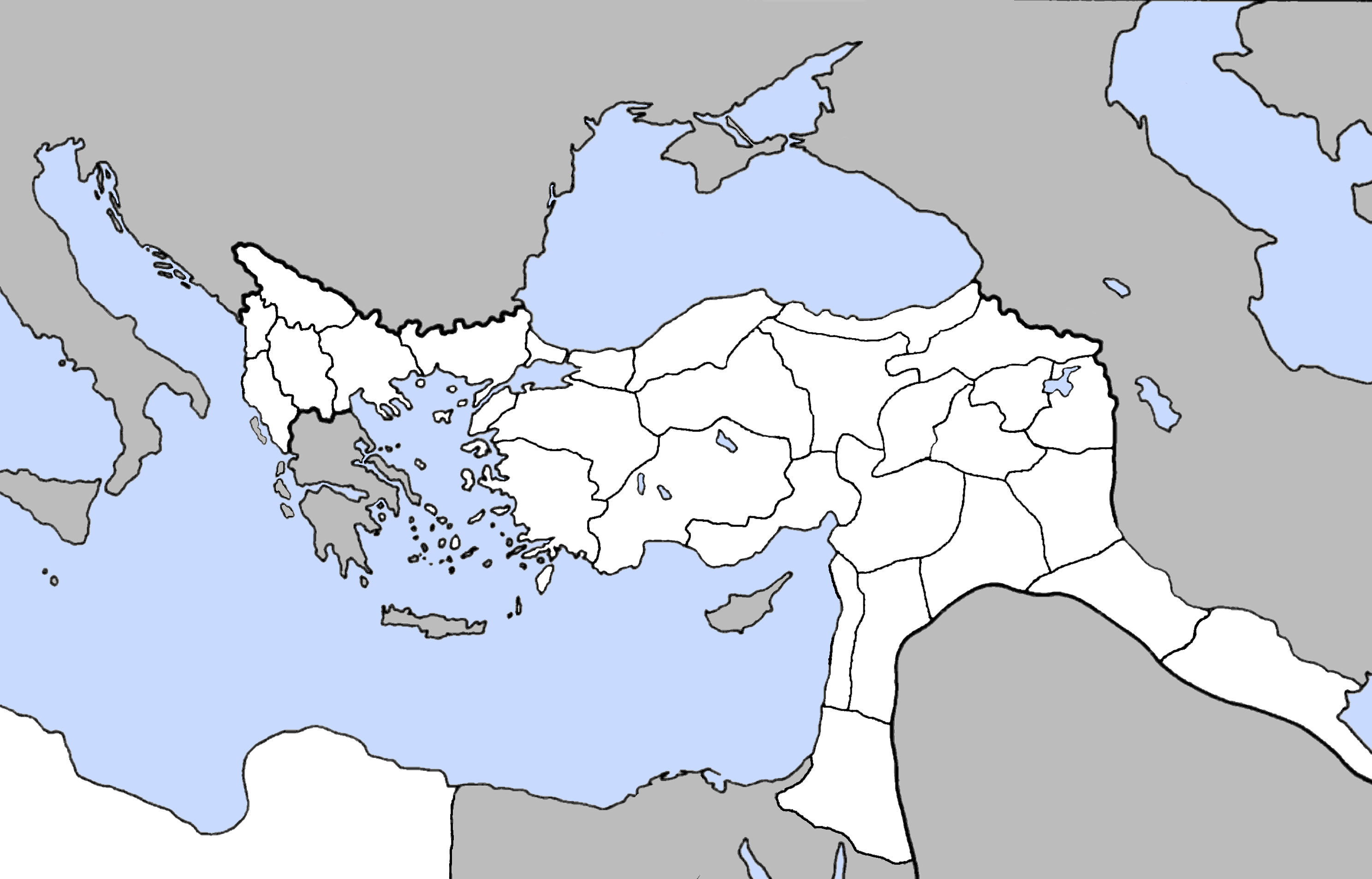
Вілаєти (1900)

### Васали і протекторати
- Волоське князівство (1417—1859)
- Молдавське князівство (1456—1812)
- Рагузька (Дубровницька) республіка (1458—1808)
- Крим (1478—1774)
- Шаріфат Мекки (1517—1880)
- Трансильванське князівство (1570—1683)
- Військо Запорозьке (Правобережне) (1672)
- Імеретинське царство (1555—1810)
- Сербське князівство (1815—1878)
- Болгарське князівство (1878—1908)
- Об'єднане князівство Волощини і Молдови (1859—1877).

## Економіка
У 1889 р. були оголошені вільними раби, власники яких не могли довести, що володіють ними на законній підставі; у 1890 р. прийняті дієві заходи до припинення торгівлі рабами, забороненою ще в 1858 р. З того часу рабство може вважатися майже зниклим з європейської частини імперії, проте в Малій Азії воно зберігалося меншою мірою аж до оголошення Турецької республіки.
У 1889 р. в Берліні відбувся третейський розгляд суперечки між Портою і бароном Гіршем, власником залізниць в Османській імперії. Третейським суддею був обраний проф. Гнейст. Рішення було значною мірою на користь Порти; завдяки йому Порта набула права користуватися деякими залізницями й дістала можливість будувати інші, що і зробила в Малій Азії.
Два десятиліття, що пройшли після війни 1876—1878 р., були періодом деякого економічного підйому країни і разом з тим деякого поліпшення її міжнародного стану. За цей час покращились її стосунки з найзапеклішими її ворогами. У 1883 р. князь Чорногорський Микола відвідав Константинополь; у 1892 р. в Константинополі був болгарський міністр Стамбулов; дружні взаємини з Болгарією були закріплені в 1898 р. відвідинами Константинополю князем і княгинею болгарськими. У 1893 р. султан отримав в подарунок від імператора Олександра III цінний альбом. У 1894 р. в Константинополі був король сербський. Ще набагато більше значення мало відвідини султана імператором і імператрицею німецькими.

## Суспільство
Поряд з кріпосним правом існувало і справжнє рабство: раби використовувались переважно як домашня прислуга, рабині — як наложниці в гаремі. Торг невільниками проводився в досить широких розмірах в Константинополі і в інших містах. Цивільне управління стояло на дуже низькому рівні; чиновники і судді дивилися на свої посади як на засіб збагачення; процвітало найгрубіше хабарництво. Султани намагалися боротися з цим злом; так, Баязид I в один день повісив 80 суддів, викритих в хабарництві, але за відсутності правильно організованого контролю з боку суспільства або хоч би уряду, при затурканості населення, позбавленого можливості протестувати, подібні заходи не приводили до бажаних результатів. Духовне управління Мехмед II передав у верховне завідування муфтія, або шейх-уль-іслама, духовного голови всіх правовірних, що призначався султаном. Фетви (ухвали), які він видавав, мали характер діючого права. Нерідко, попри всю обачність при їх призначенні, шейхи-уль-іслам виявлялися сильними супротивниками того або іншого султана; іноді при їх допомозі здійснювалися державні перевороти. Шейх-уль-іслам стояв також на чолі суду.
- Міллет
- Рая
- Накіб оль-ешраф
- Книга костюмів Роламба

## Військо
Перші збройні сили Османської держави були створені наприкінці XIII століття Османом І. Вони складалися з членів різних мусульманських племен Західної Анатолії, основну силу яких становили турки. У XIV—XV століттях, під час трансформації Османського бейства в імперію, військова організація ускладнилася. Держава поєднувала систему всезагального призову та маєткового ополчення. Основний корпус Османської армії становили яничари (піхота), сипахи, акинджи (кіннота) та мехтери (музики). Ця армія вважалася однією з найкращих в XV—XVII століттях завдяки ефективному використанню вогнепальної зброї — мушкетів та гармат. Зокрема, під час взяття Константинополя 1453 року Османи одними з перших застосували фальконети. Османська кіннота покладалася на швидкість і мобільність туркменських і арабських коней, а не важку броню. Вершники були озброєні короткими луками та мечами, й вживали тактику відступу-нападу подібно до монголів та інших кочівників-степовиків. Якість Османського війська почала занепадати з середини XVII століття, особливо після невдалої Великої турецької війни 1683—1699. У XVIII столітті Османи вже не могли тягатися на рівних із наземними європейськими арміями Австрійської чи Російської імперій. У XIX столітті османи розпочали вестернізацію свого війська, що стало початком модернізації Османської держави загалом. 1862 року султан Махмуд II скасував корпус яничар і заснував Османську армію «нового зразка». Започаткували інститут іноземних військових радників та практику стажування османських офіцерів у європейських країнах. Саме з середовища цих молодих стажерів сформувався рух молодотурків.
- Азапи / Башибузуки / Джебелі / Зейбеки / Мюселлем
- Перелік османських нападів, битв та облог
- Австро-турецькі війни / Велика турецька війна
- Балканські війни
- Польсько-турецькі війни
- Російсько-турецькі війни
- Османсько-саудівська війна
- Турецька війна за незалежність (1919—1922)

## Населення
Різке зростання чисельності османів пояснюється легкістю, з якою вони асимілювали інші народності, тюркські племена Анатолії, греків, слов'ян; з середовища останніх османами ставали ті, хто погоджувався пожертвувати релігією заради придбання привілейованого становища — а таких було чимало. Балканські народи повинні були платити податок не тільки грошима (джиз'є), але й дітьми (девширме), з яких після звернення в іслам виховували яничарів і капи-кулу, — особистих рабів султана. Батьки часто самі добровільно віддавали своїх дітей османським чиновникам, оскільки при дворі раби досягали іноді дуже високого становища. Походження від християнських батьків аніскільки не заважало кар'єрі. Так, великим візиром при Мехмеді II був Махмуд-паша, син православних серба і гречанки. При Сулеймані Кануні великим візиром був також колишній раб Мехмед-паша Соколлу (Соколович).

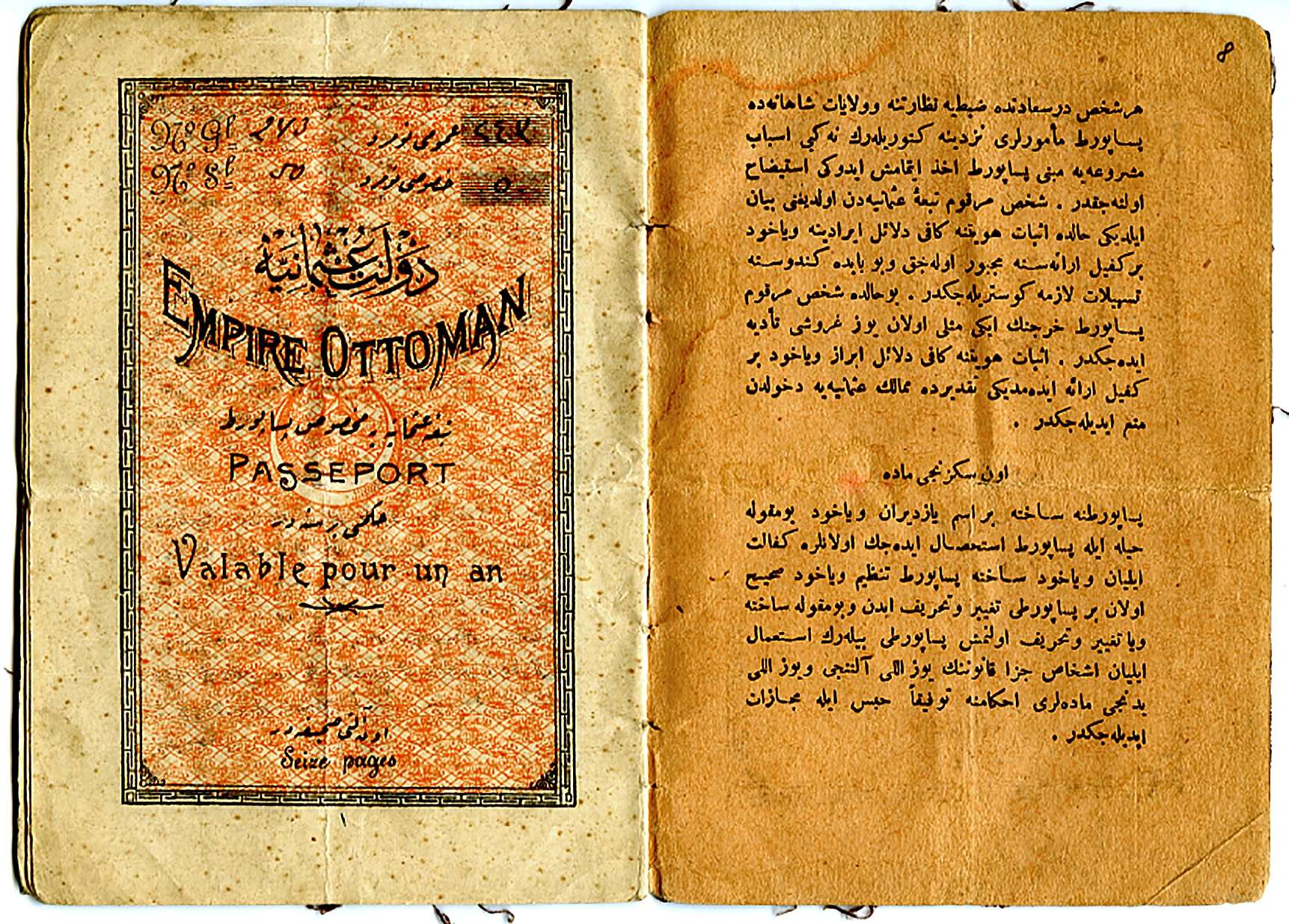
Османський паспорт, виданий у 1912

Зміна фізичних рис османів прискорювалося тим, що гарем османів здебільшого складався з полонянок європейського або кавказького походження. У політичному і культурному відношенні завойовники Константинополя теж аж ніяк не були османською ордою; вони були великою державою зі складною адміністрацією і складним характером життя. Власне османи становили в ньому привілейований, переважно військовий, також чиновницький прошарок, але зовсім не замкнуту касту. Виключно з них призначалися адміністратори і судді; вони ж були армією.
Військової повинності для підкорених християнських народів османи ніколи не вводили, хоча брали іноді допоміжні загони у васальних народів. Багато османів отримували у вигляді нагород або іншим способом набували значних земельних володінь (чифліки) і були великими землевласниками, що господарювали в своїх маєтках за допомогою кріпацької праці підвладного християнського населення.
Поряд з ними з'явилися і дрібні землевласники-селяни, частково османи, але переважно греки, серби або болгари, що прийняли іслам. Втім, і положення завойованих християнських народів під владою османів (окрім, зрозуміло, рабів) було, особливо спочатку, не особливо важким, ймовірно, дещо легшим, ніж положення нижчих класів народу в тодішній Західній Європі. Скорені народи були цінні для османів як платники податків; позбавляти їх можливості працювати за більш-менш нормальних умов не мало сенсу.
Османи свідомо зберігали місцеве самоврядування підвладної «райї»; про релігійні переслідування вони і не думали. Негайно після узяття Константинополю Мехмед запропонував грецькому духівництву вибрати нового патріарха (колишній був убитий під час облоги) і негайно затвердив обраного. Для його охорони була приставлена варта з яничарів, що відразу додало йому характер османського чиновника. Патріарх разом з собором набув значення верховного управління над греками і суду в суперечках між ними. Вони могли призначати грекам покарання, до страти включно, і османська влада зазвичай без заперечень виконувала їх. Так само поступали османи і з іншими народами. Цим вони легко примиряли їх на початку зі своєю владою, але церква ставала силою, яка згодом немало сприяла звільненню цих народів. У перші сторіччя османи майстерно сіяли розбрати між греками, сербами і болгарами за допомогою окремих привілеїв на користь то однієї, то іншої народності.
У XIX столітті християнське населення імперії стало переважати мусульман в освітній сфері. Зокрема, 1861 року в 571 початкових і 94 середніх школах навчалося 140 тисяч учнів-християн, які переважали свої ісламських однолітків-школярів. Християни мали, зазвичай, вищий освітній рівень й більшу роль в економіці країни. Так, на 1911 рік з 654 компаній Стамбула, що займалися гуртовою торгівлею, 528 управлялися етнічними греками.

### Етнічні чистки
- 1894—1896: Гамідійська різня (до 300 тисяч убитих християн, особливо вірмен)
- 1914—1923: Геноцид понтійських греків (450—900 тисяч убитих)
- 1914—1923: Геноцид ассирійців (150—300 тисяч убитих)
- 1914—1923: Геноцид вірмен (до 1,5 млн убитих)[16][17]

## Культура
- Османська архітектура
- Османська мова
- Турецьке мистецтво